# Site d'Étretat
Le site d'Étretat est un site naturel remarquable de la Côte d'Albâtre situé sur le territoire de la commune d'Étretat dans le département de la Seine-Maritime, connu pour ses falaises, ses trois arches appelées portes (nom cauchois désignant un cap percé par un tunnel naturel) et sa fameuse aiguille.

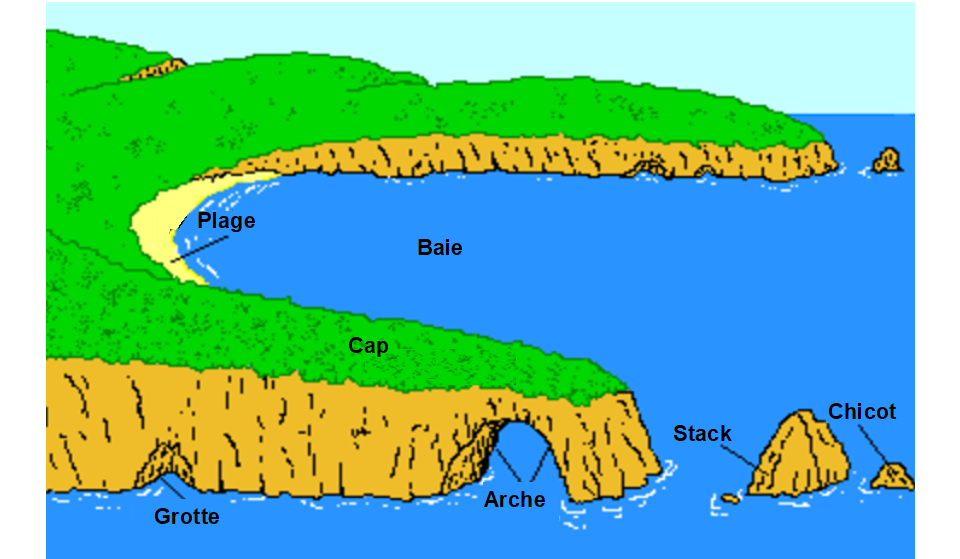
Diagramme illustrant l'érosion progressive des caps, le creusement des grottes évoluant en arche puis en stack (aiguilles à Étretat), et en chicot
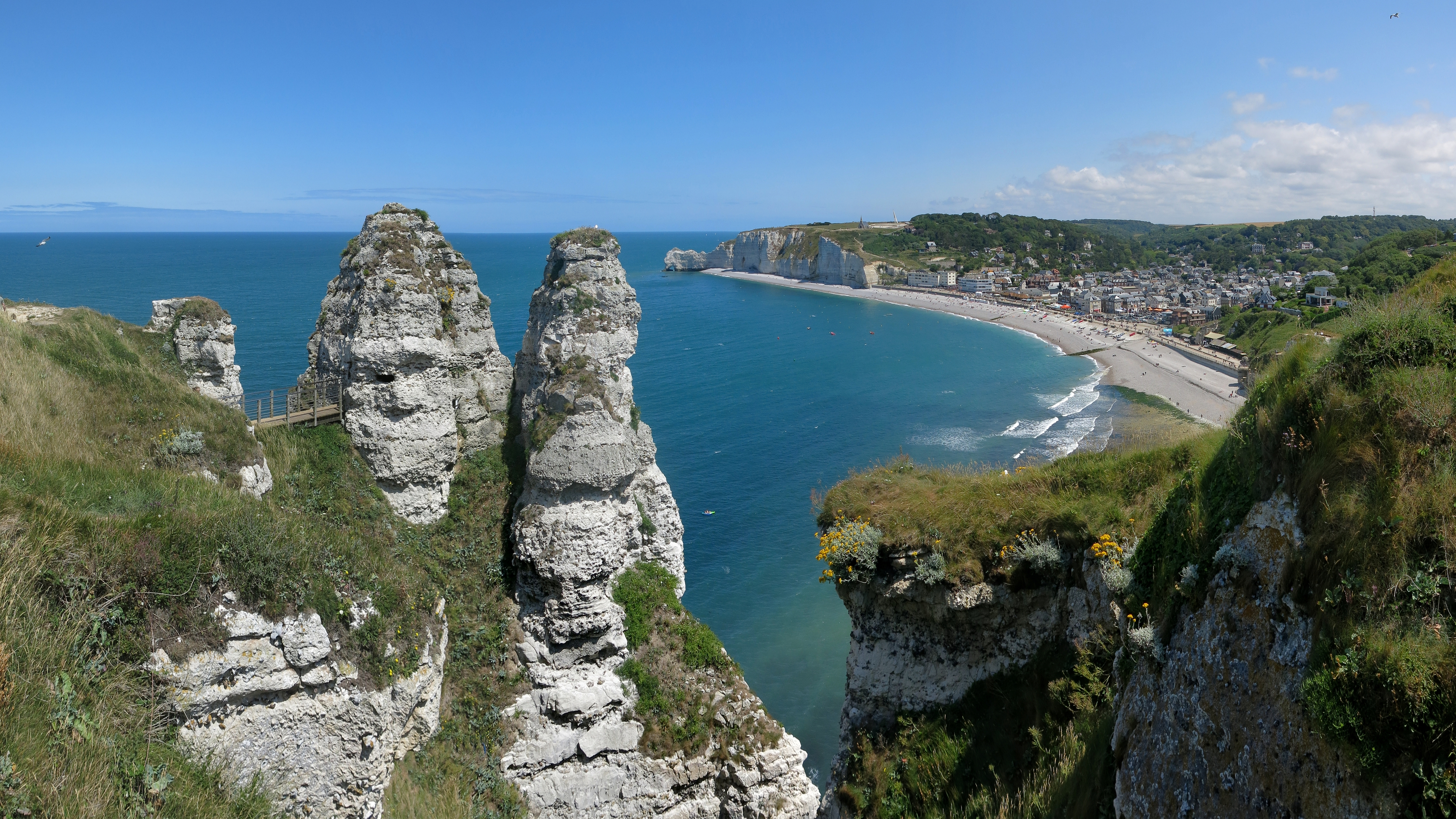
Étretat, de la chambre des demoiselles, au niveau de la passerelle, sur la falaise d'aval, à la porte d'amont, à l'horizon. Juillet 2019.
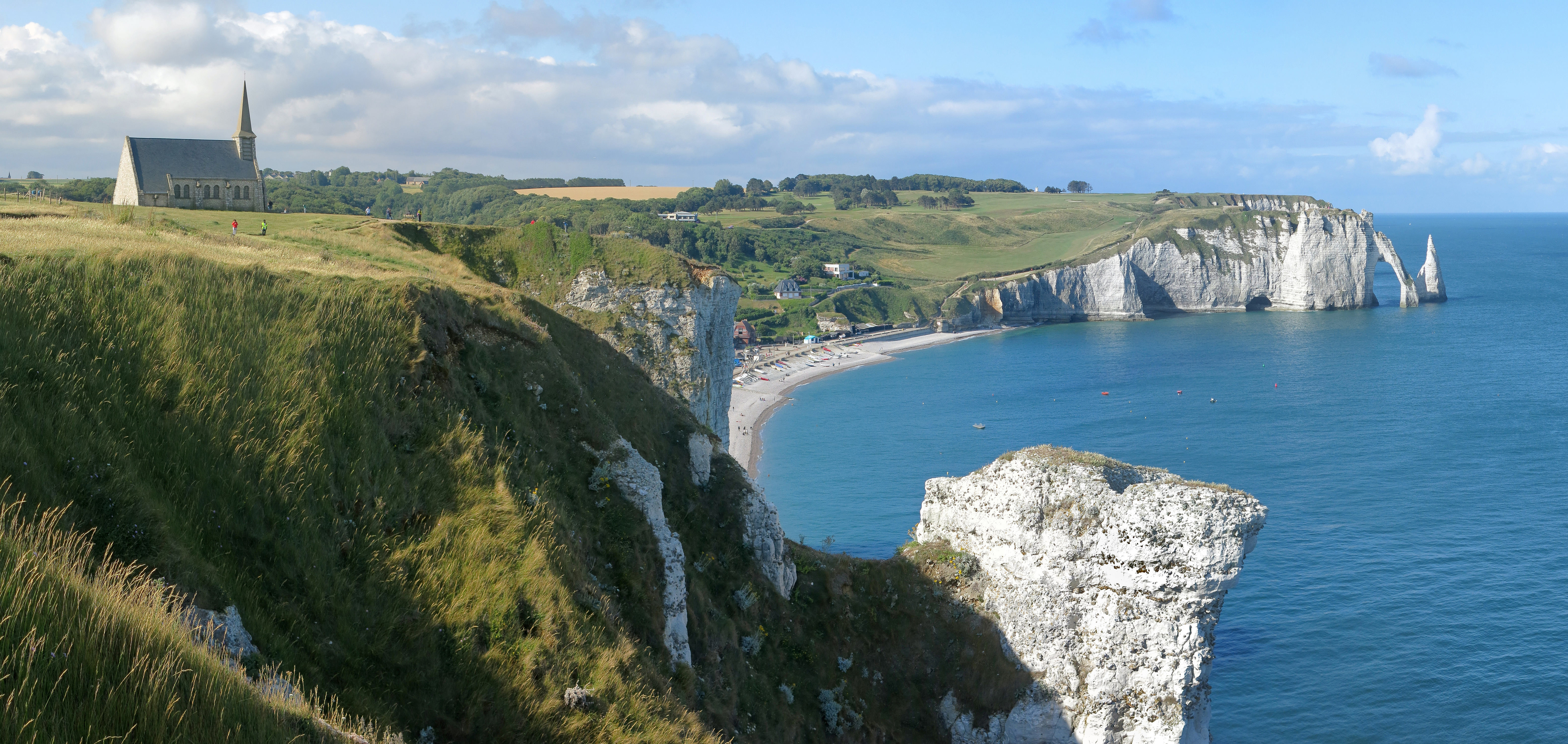
La chapelle Notre-Dame-de-la-Garde, la plage  d'Étretat et la falaise d'Aval accessible via un escalier de 180 marches.

## Falaise d'Aval

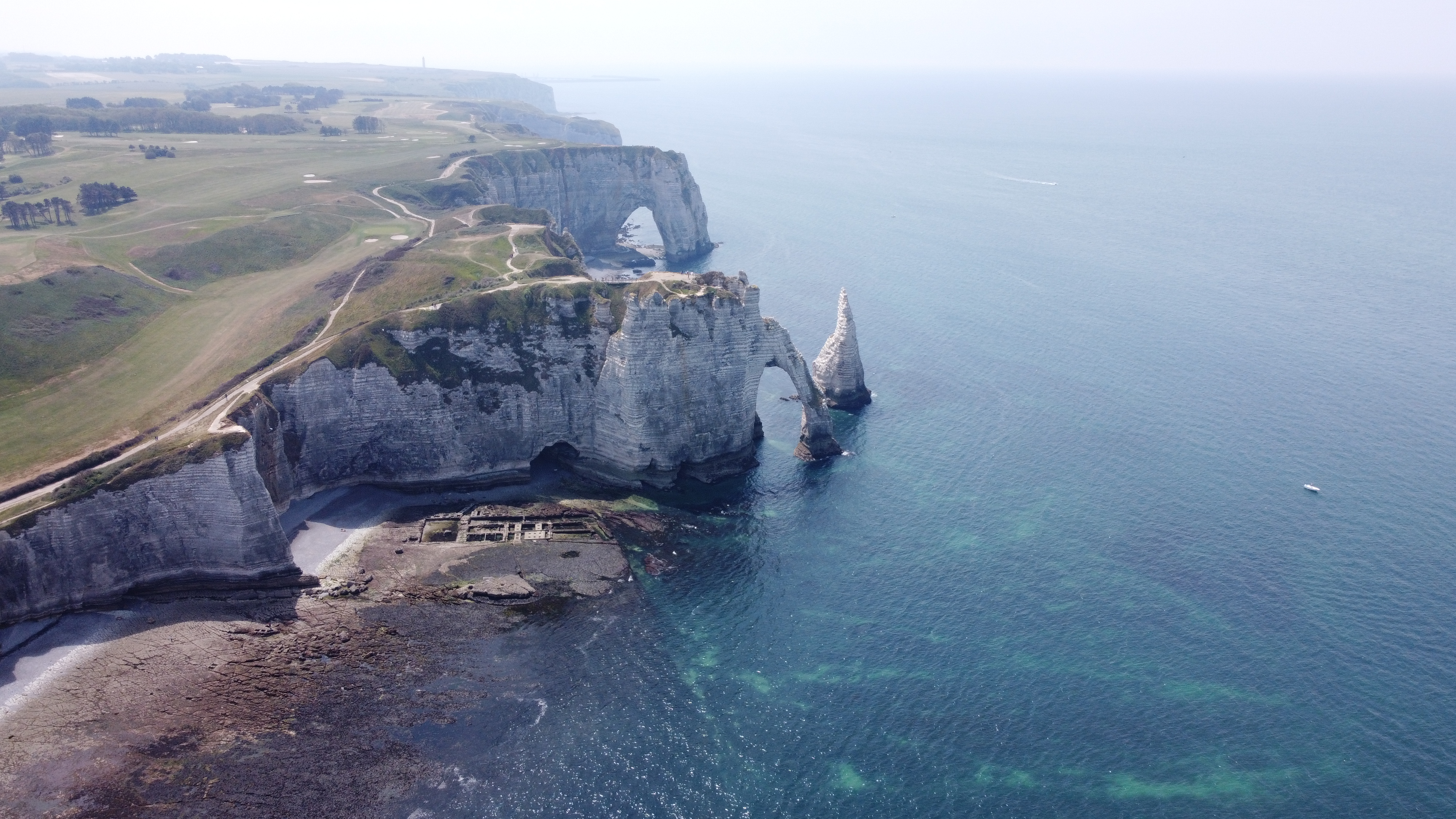
Vue aérienne de la falaise aval, des parcs à huîtres de Marie-Antoinette et de l'aiguille.
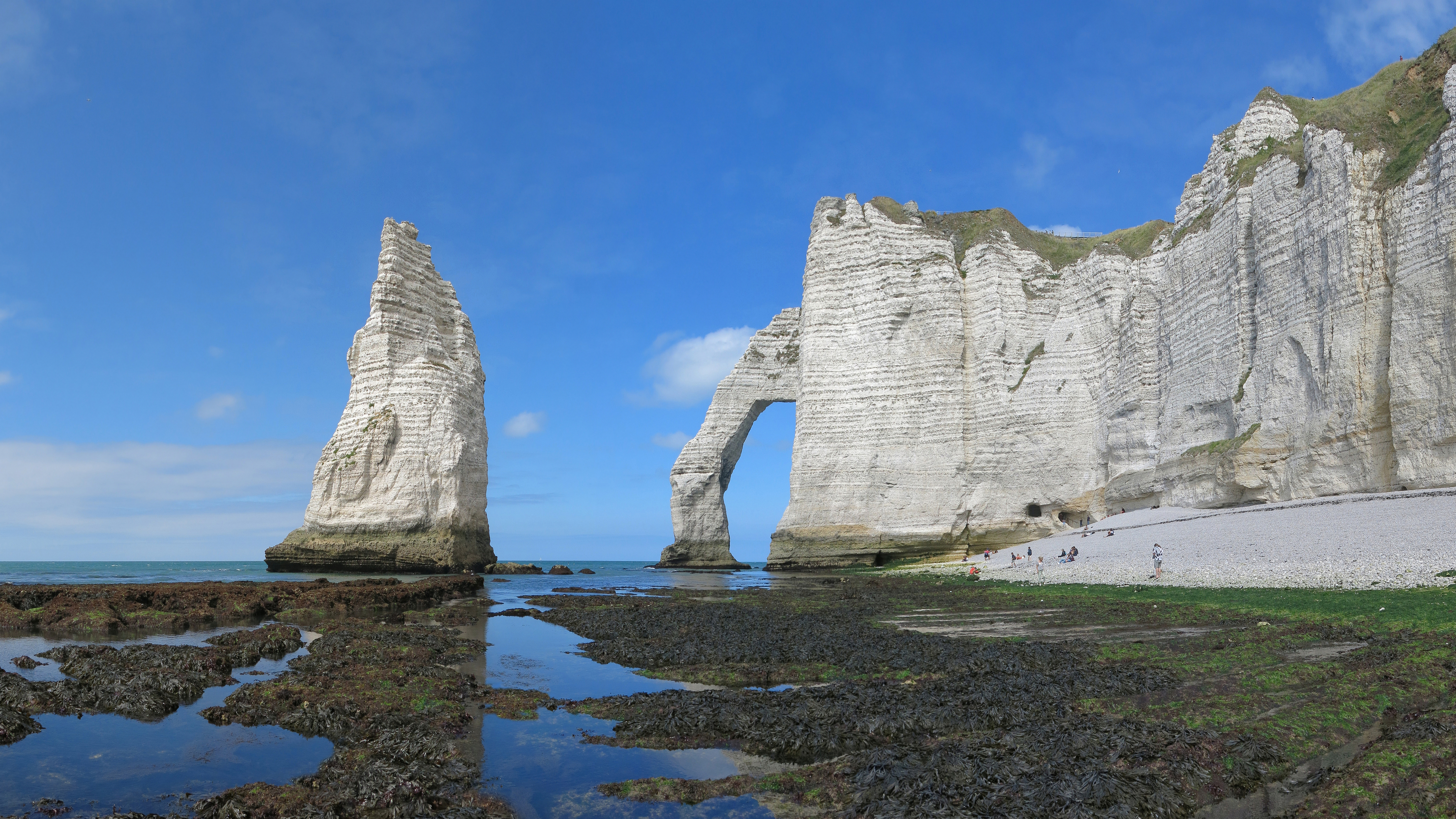
Aiguille et Porte d´Aval
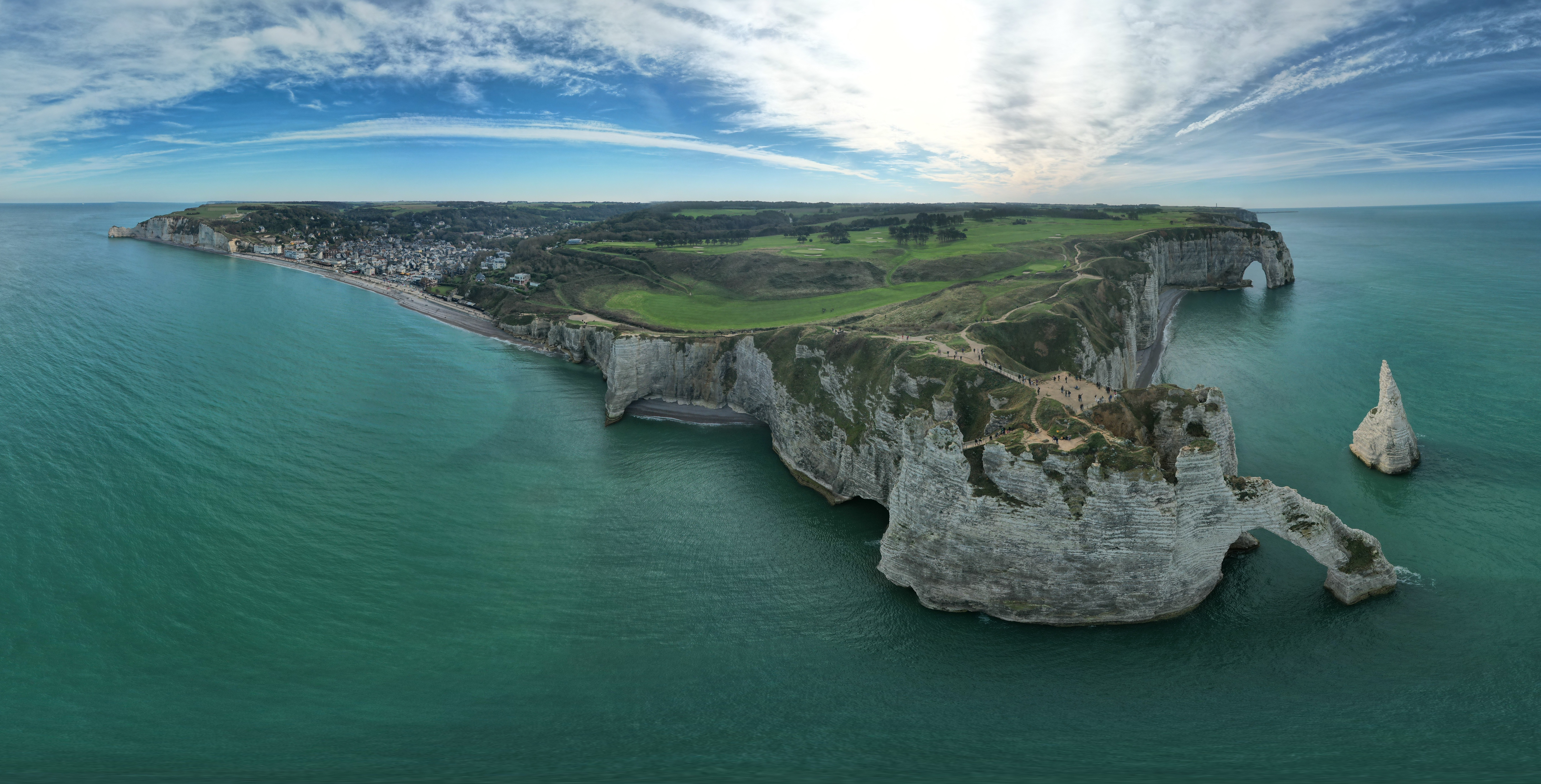
Vue panoramique

### Arche et aiguille
Une rivière souterraine, puis l'érosion marine ont formé une arche naturelle et une aiguille haute de 55 mètres, morceau relique de la falaise.
Maurice Leblanc la décrit en ces termes : « Roc énorme, haut de plus de quatre-vingts mètres, obélisque colossal, d'aplomb sur sa base de granit » » dans L'Aiguille creuse, 1909.
À son époque déjà, le site attirait de nombreux touristes parmi lesquels des « lupinophiles », admirateurs d'Arsène Lupin : des étudiants américains venus chercher la clé de la grotte, où le « gentleman cambrioleur » avait retrouvé le trésor des rois de France. Le film Arsène Lupin de Jean-Paul Salomé, sorti en octobre 2004, offre de nombreuses vues sur la falaise et l'Aiguille.
Elle est gravie pour la première fois en 1936 par l'alpiniste Pierre Allain. D'autres prendront sa suite, comme des alpinistes allemands en 1942, sous l'Occupation, et en 2020 l'écrivain voyageur Sylvain Tesson et le grimpeur Daniel Du Lac,.

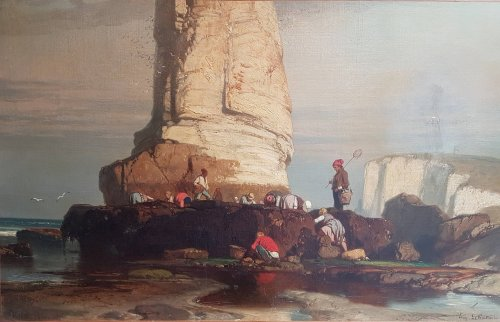
Le Poittevin, Pêcheurs à Étretat (1860)
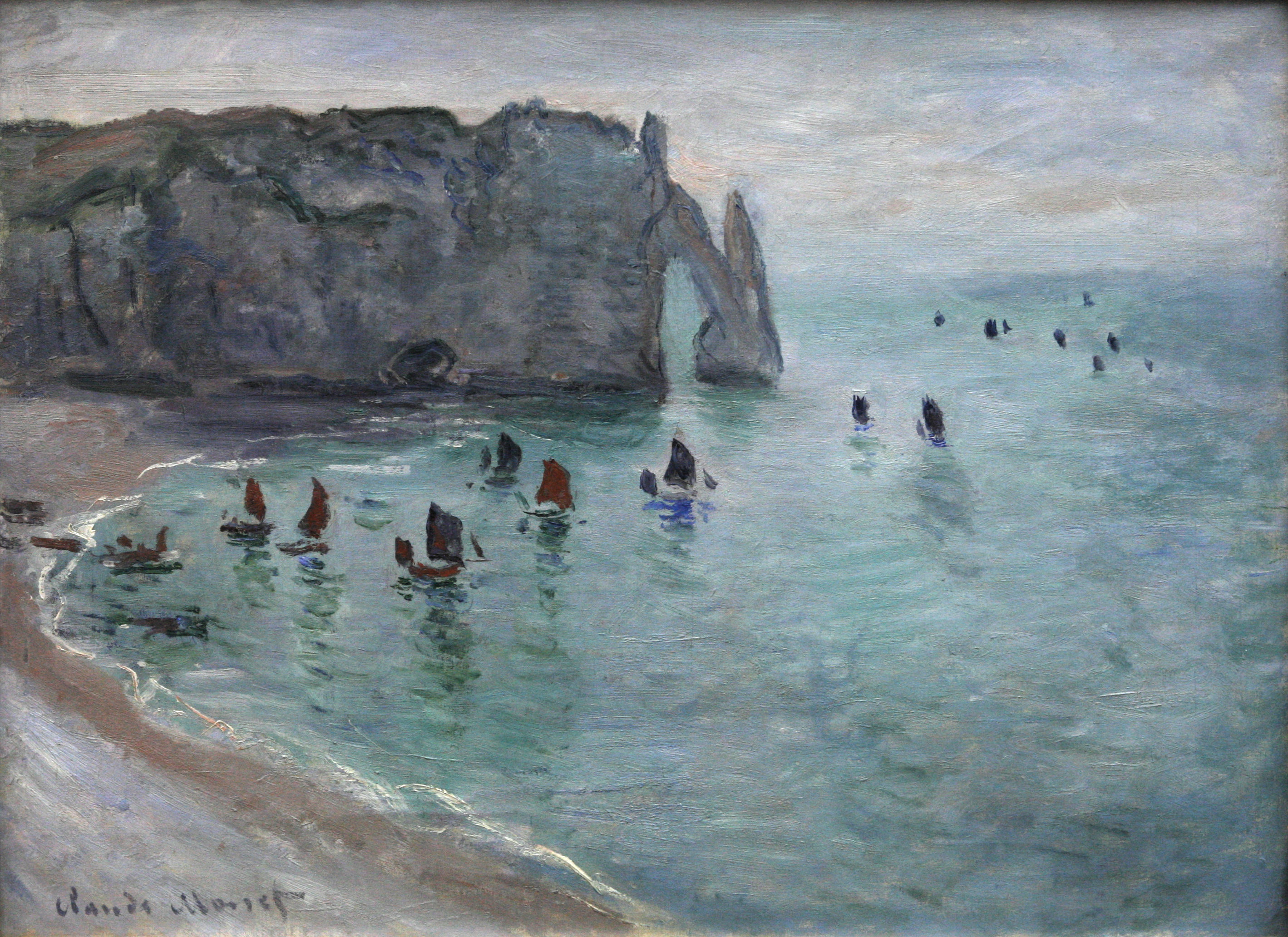
Par Claude Monet en 1885.
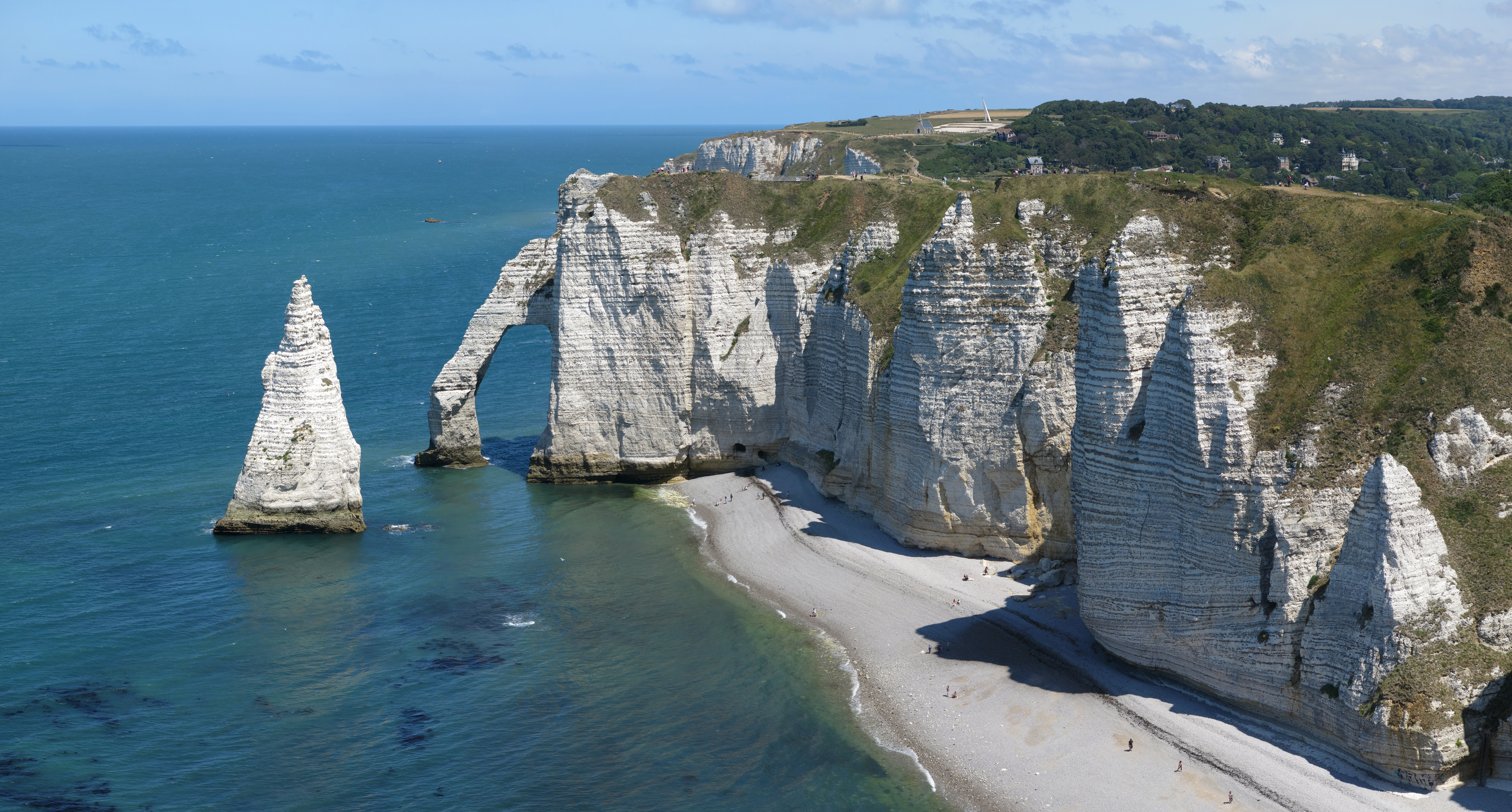
Falaises d' Étretat: Aiguille and Porte d´Aval, vue depuis la Manneporte
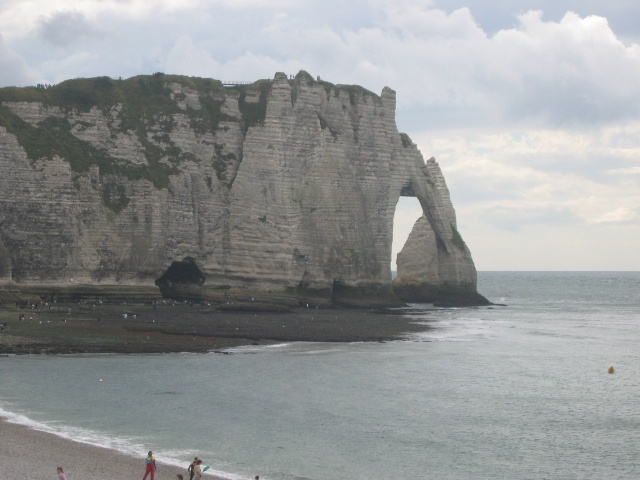
La falaise d'Aval et l'Aiguille
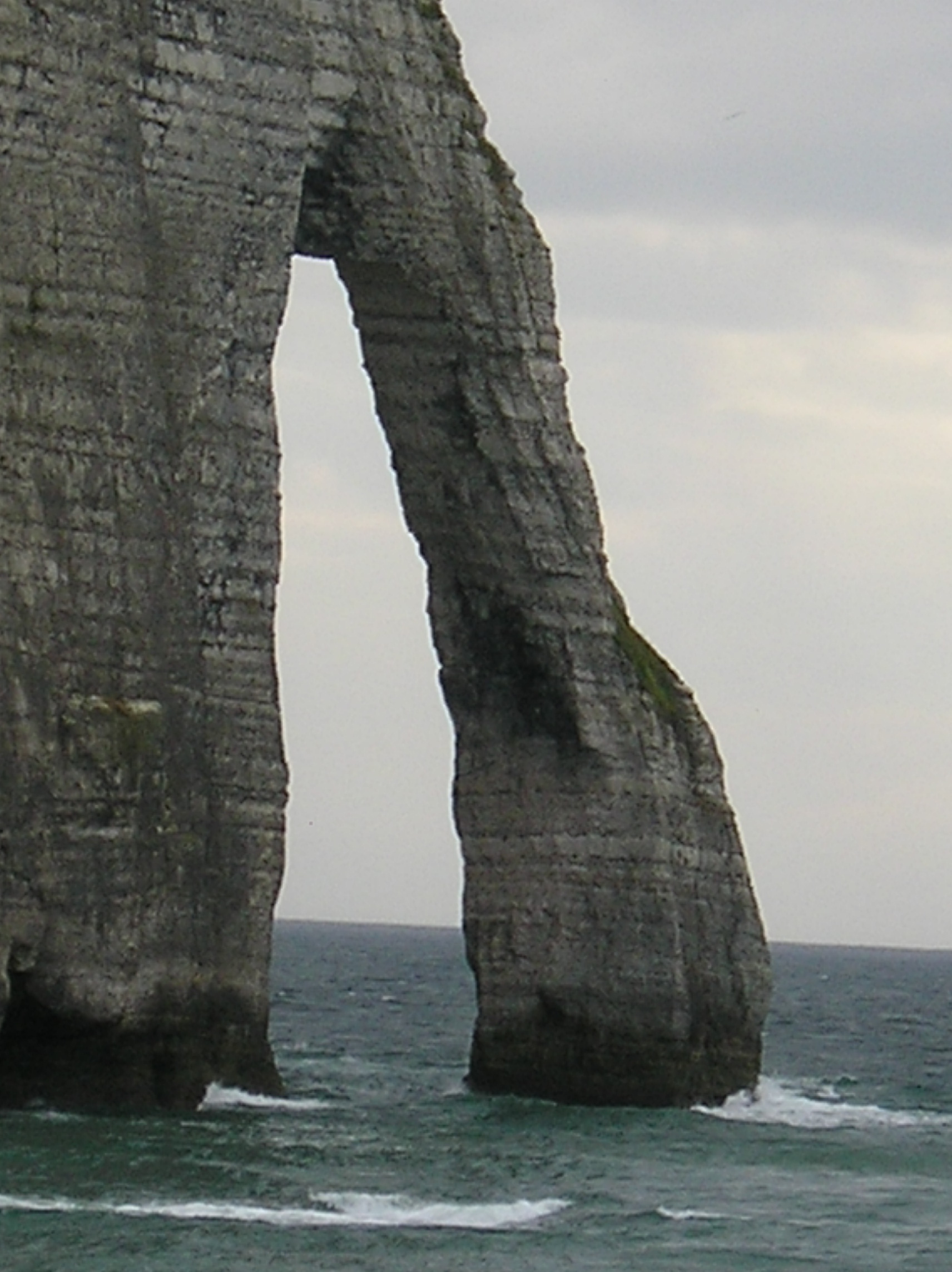
L'Arche
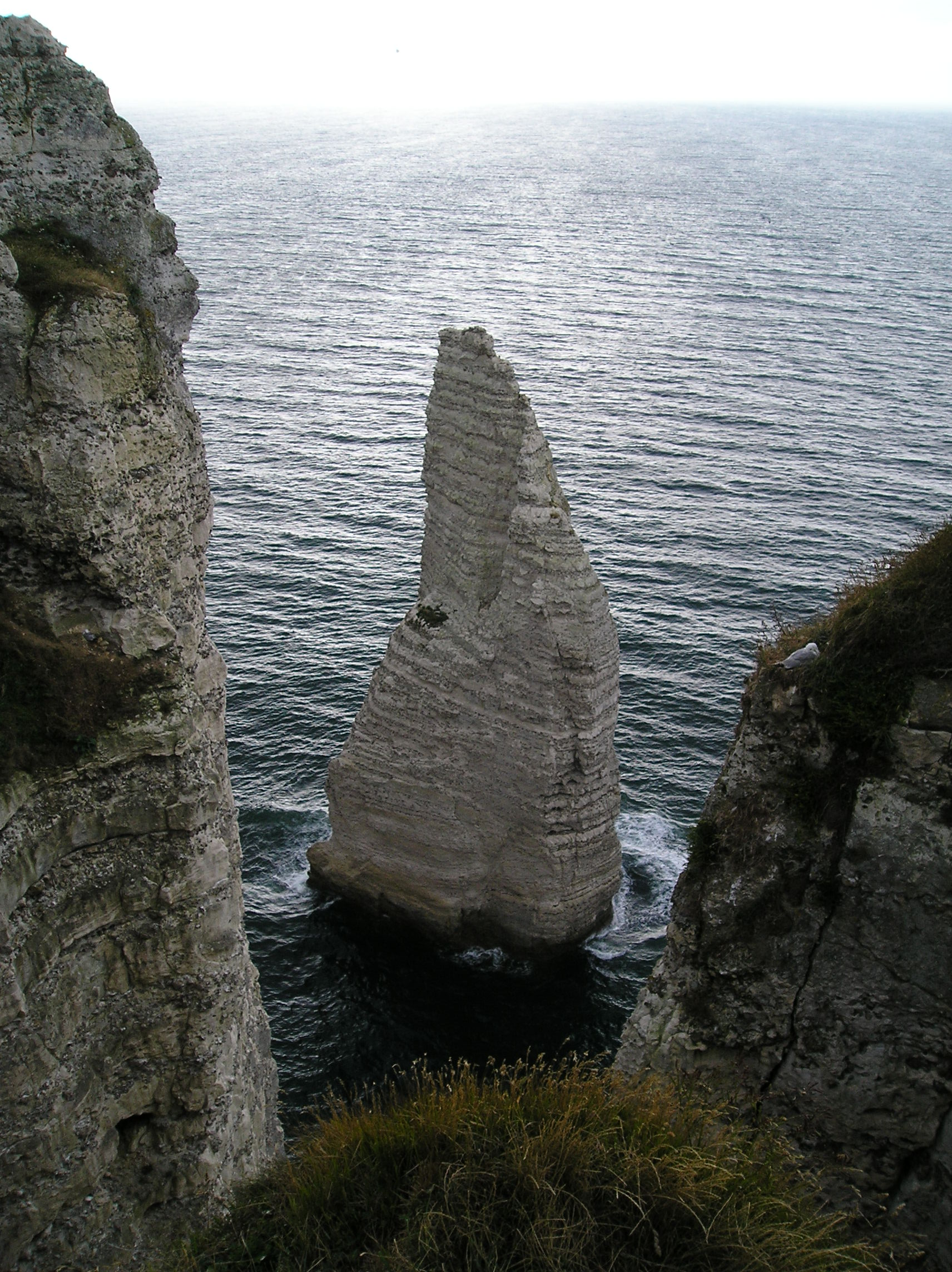
L'Aiguille
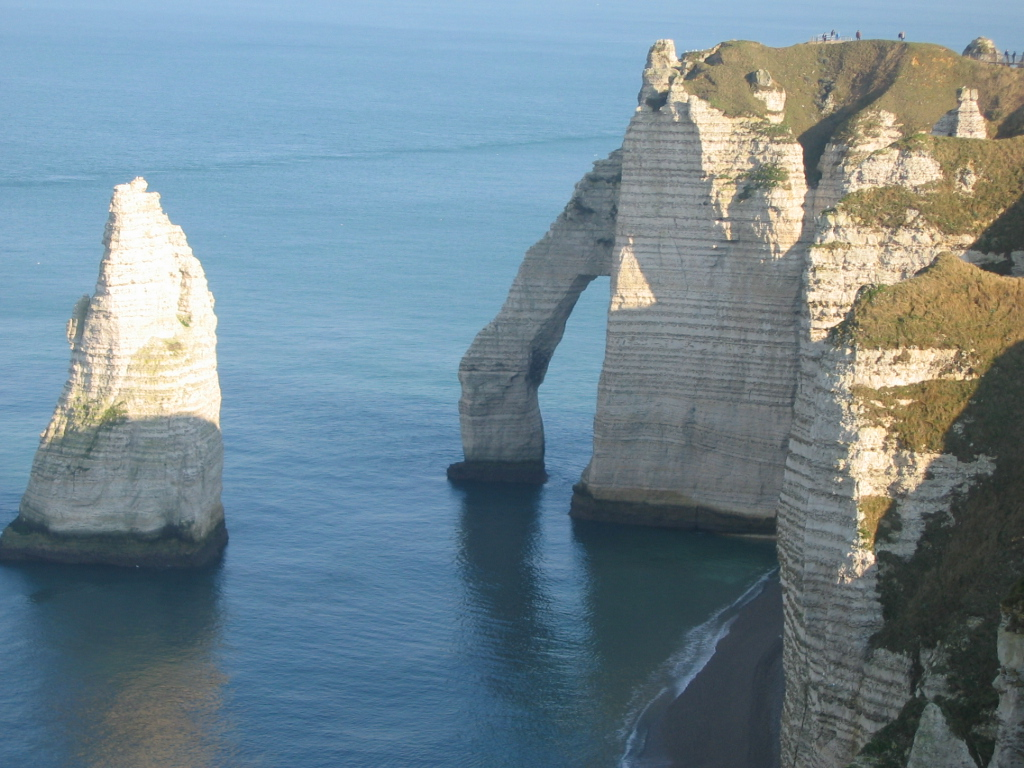
L'Aiguille le matin
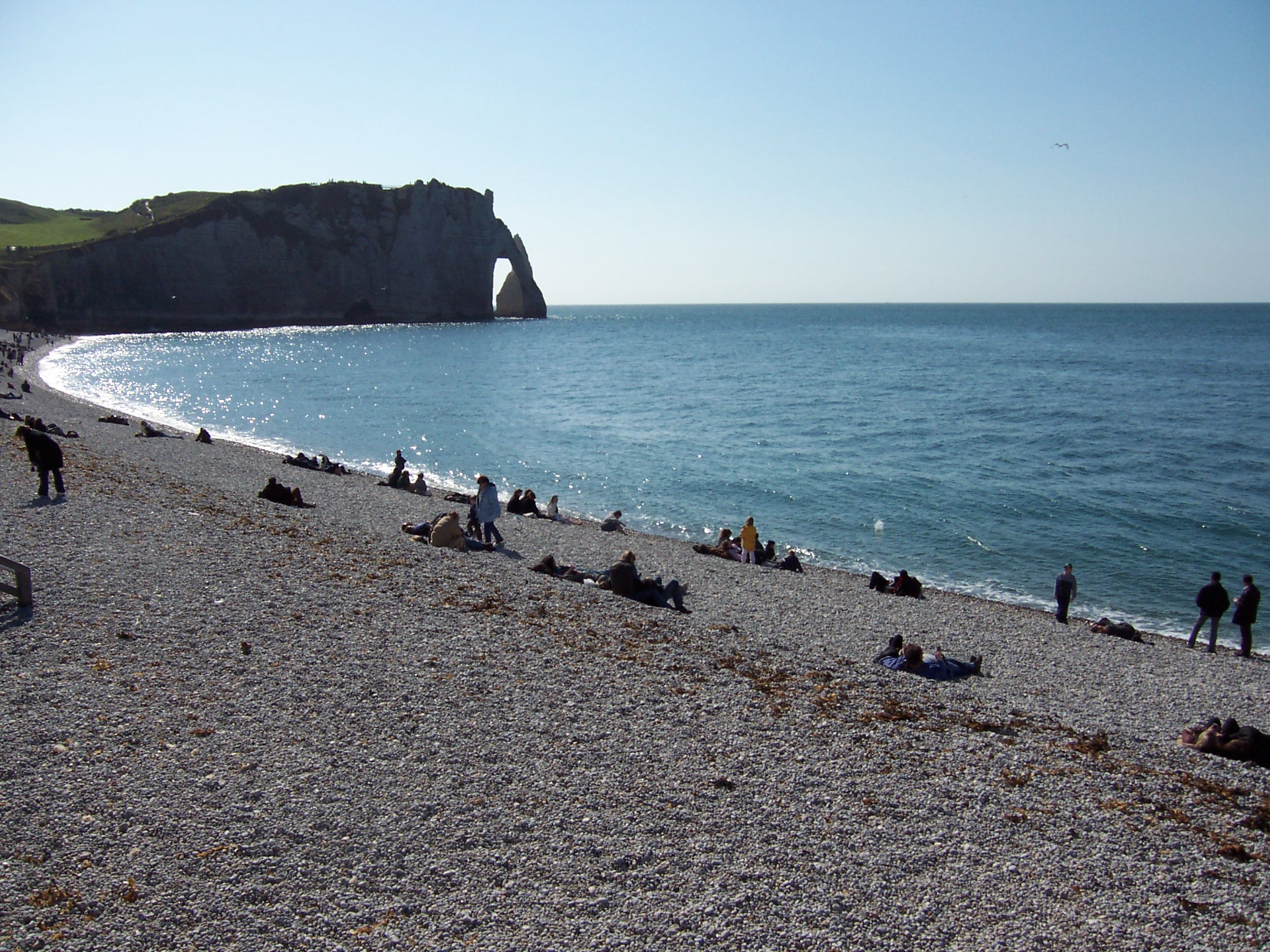
La falaise d'aval vue de la plage
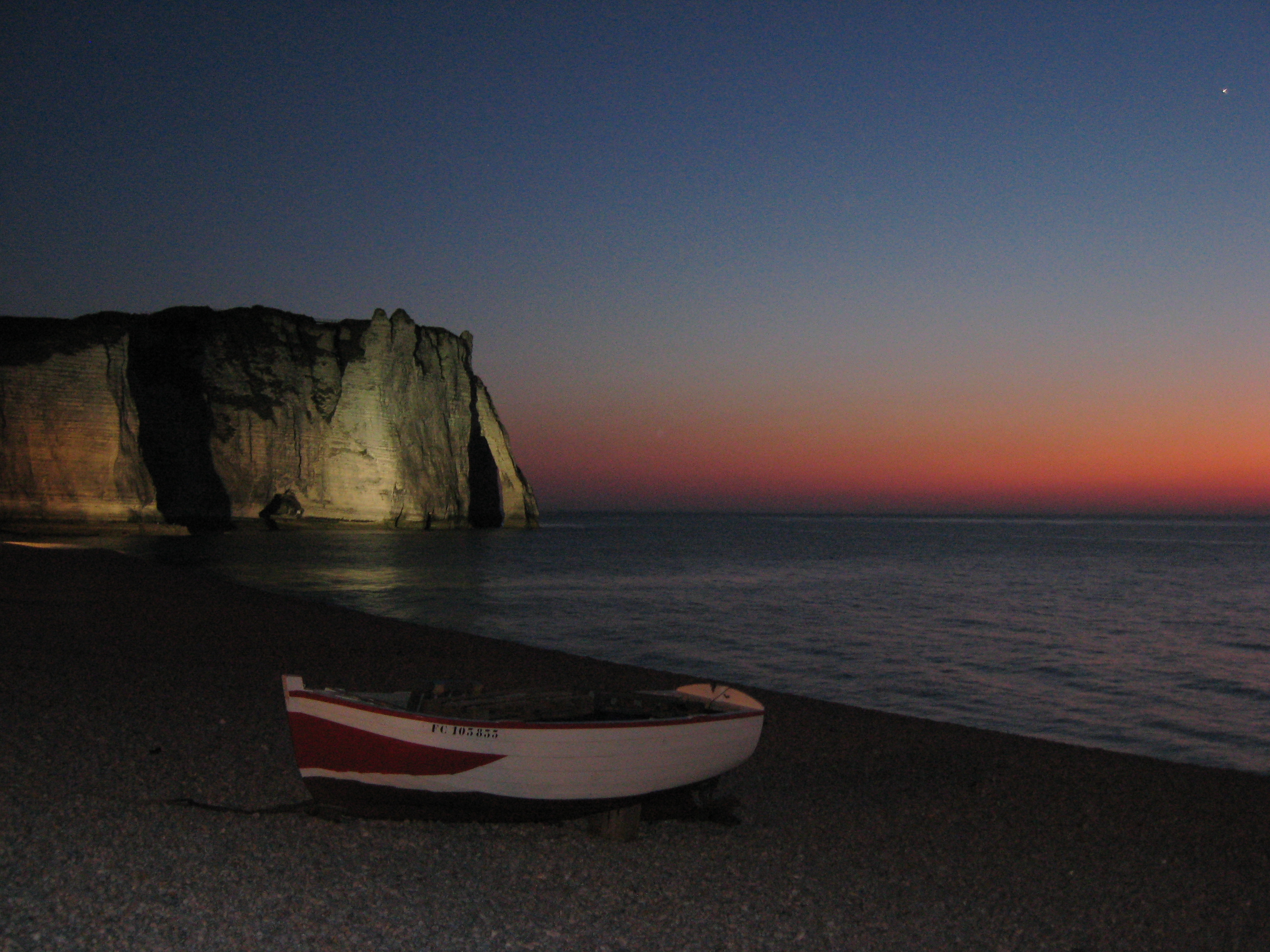
Coucher du soleil
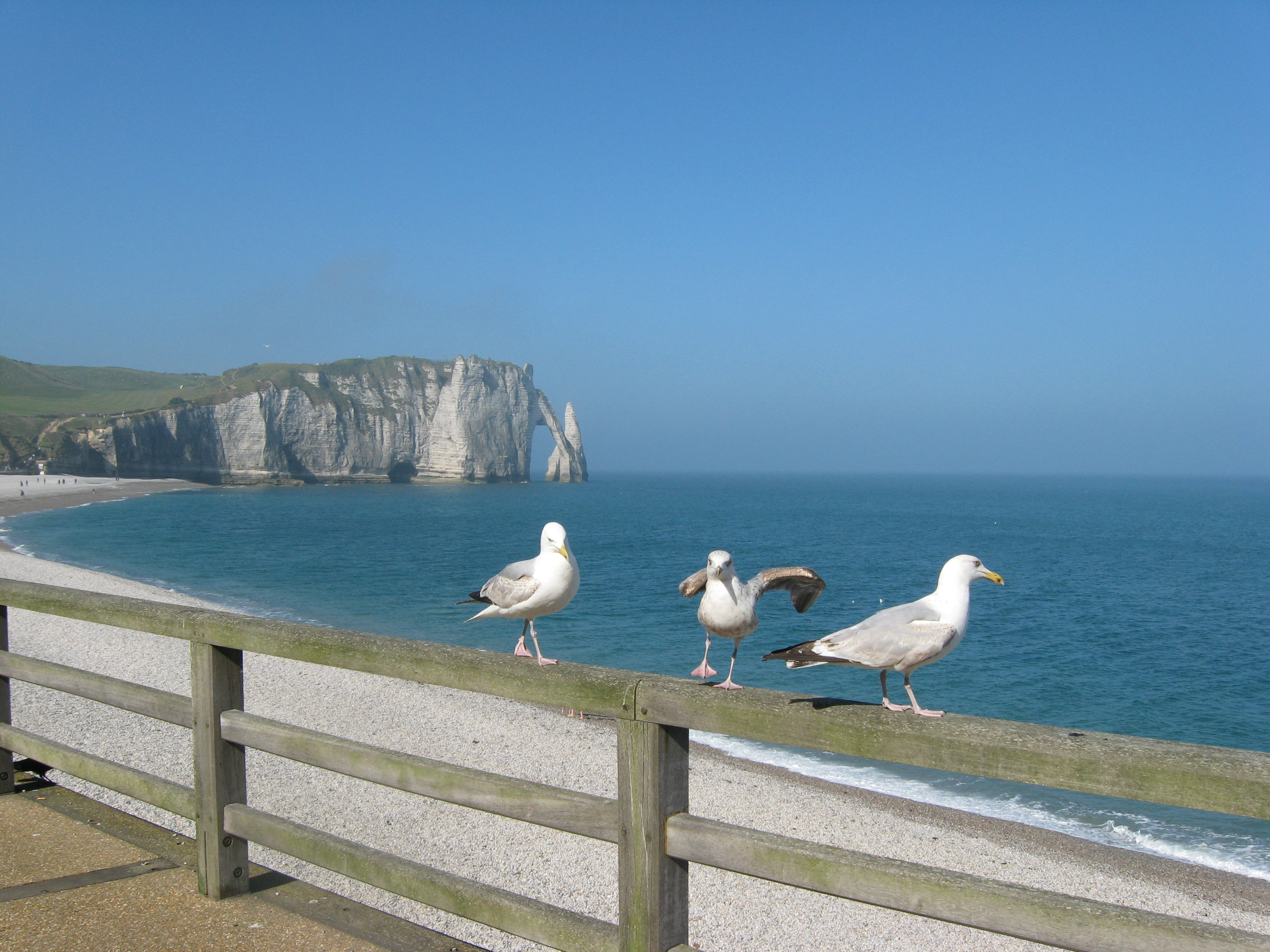
La falaise d'Aval et mauves (goëlands)

### Manneporte

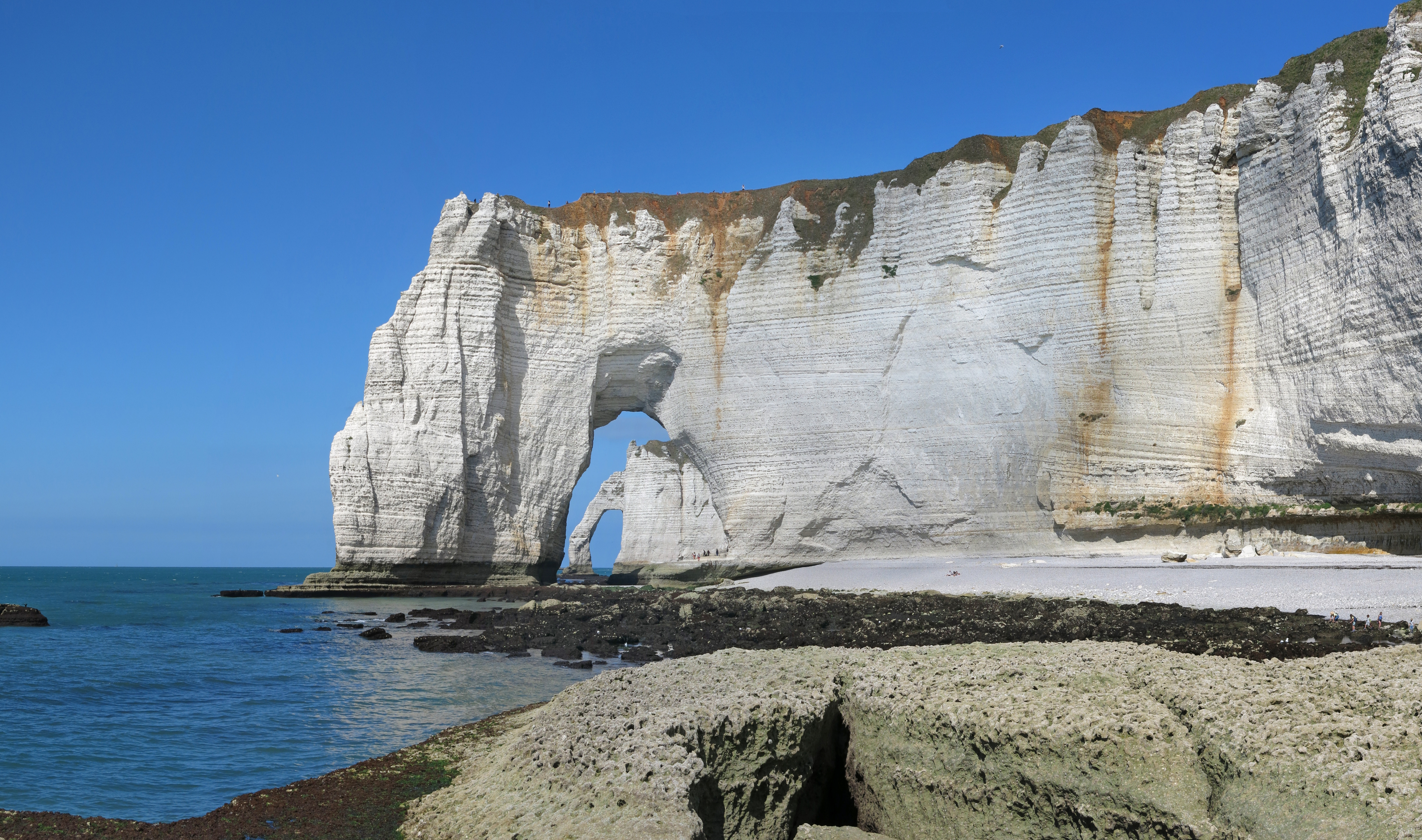
Les falaises d'Étretat présentent trois arches successives : la porte d'Amont (non visible sur cette photographie), la porte d'Aval et la Manneporte. Leur nom s'explique par l'action érosive d'une rivière souterraine parallèle à la plage qui aurait creusé son lit dans la falaise amont, aval et la falaise de Manneporte.

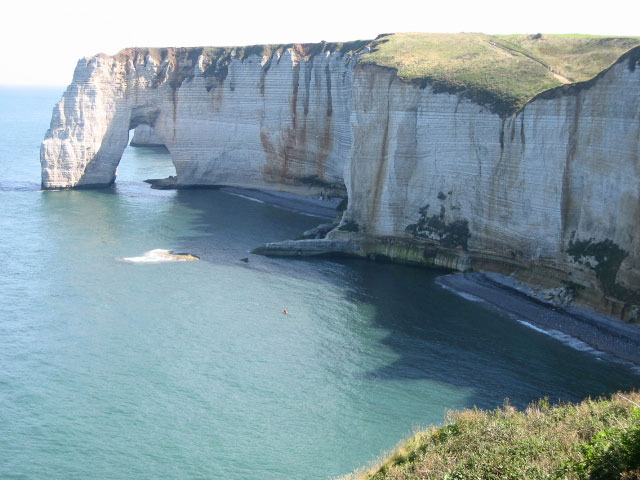
Vue sur la porte de la Manneporte et sur le Pertuiser (dont le chicot au large témoigne de l'effondrement d'une arche telle un colosse aux pieds de craie) depuis la pointe de la Courtine.

De l'ancien français manne porte, « grande porte, porte principale ». Elle est plus large que la porte d'Aval dont elle est distante d'environ 500 mètres au sud-ouest. Elle est si grande qu'un navire, selon Maupassant, peut traverser ce portail gothique toutes voiles dehors.

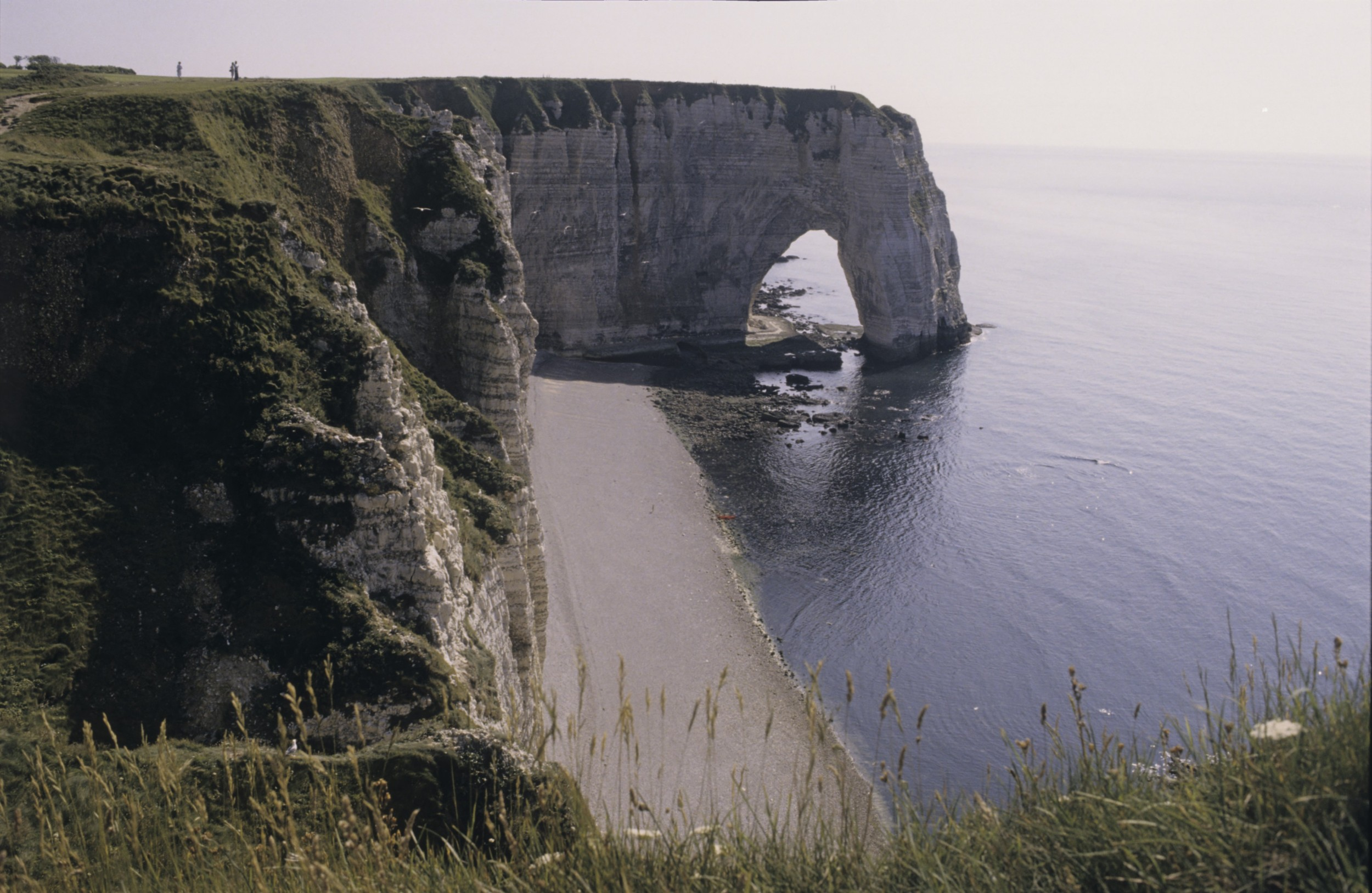
La Manneporte
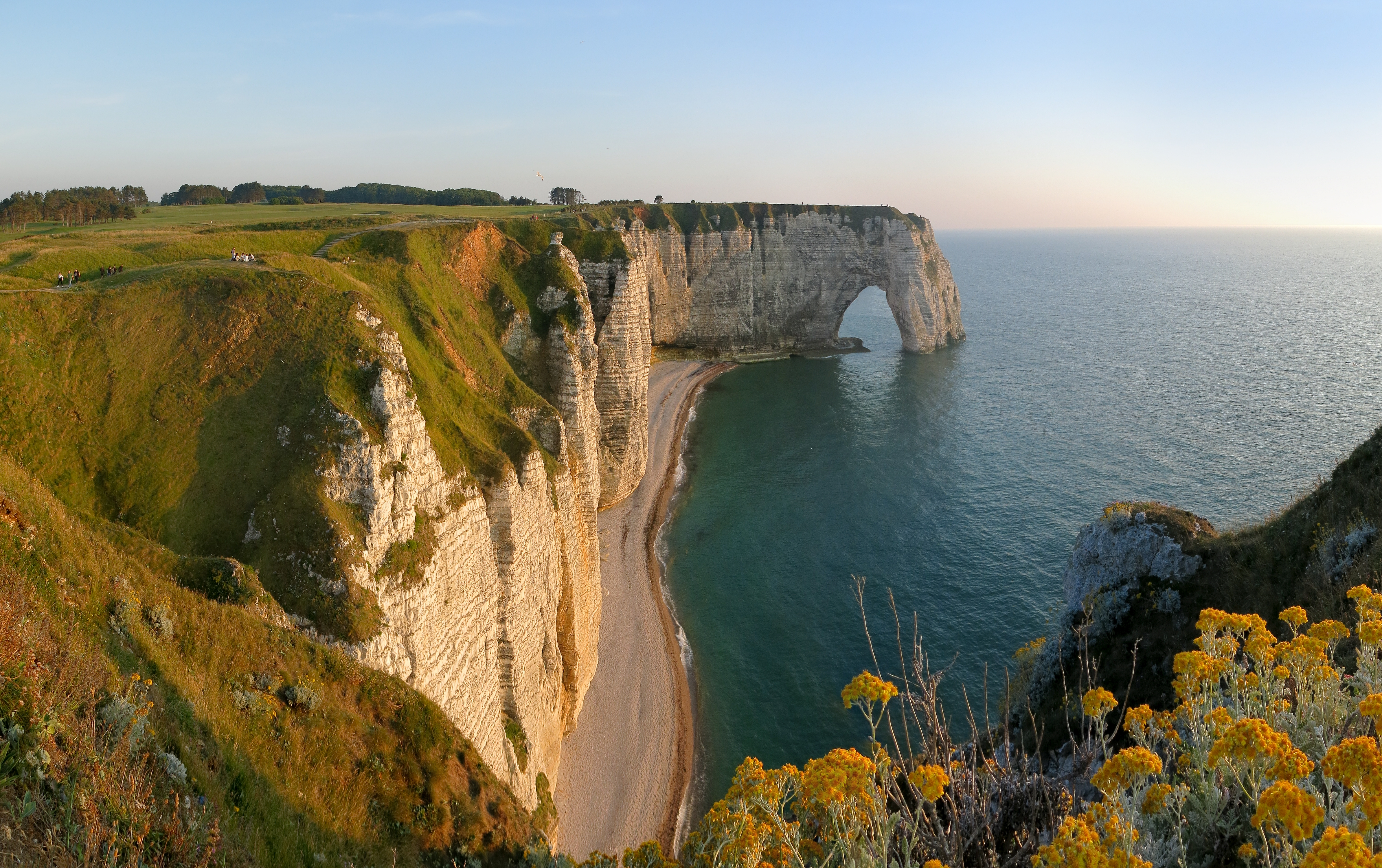
Encore la Manneporte à Étretat, avec comme particularité du Séneçon cinéraire au premier plan. Juillet 2019.

### Description
Sur l'estran au Nord du massif d'Aval, on peut observer, creusés dans le socle calcaire et couverts partiellement d'algues vertes, d'anciens parcs à huîtres dont l'origine remonte à l'époque de la reine Marie-Antoinette. En 1777, le marquis de Belvert fait installer ces bassins d'affinage dans le platier rocheur. Des huîtres plates sont transportées depuis la baie de Cancale par deux sloops, « La Syrène » et la « Cauchoise », puis affinées plusieurs mois dans ces réservoirs rectangulaires où elles bénéficient des apports d'eau douce d'une rivière souterraine. Marie-Antoinette et l'aristocratie parisienne les font expédier dans la capitale, par voir fluviale ou terrestre (à dos d'âne ou de cheval). Ces parcs fonctionnent par intermittence durant tout le XIXe siècle avant d'être reconvertis en viviers au début du XXe siècle : quelques cases sont refaites en béton pour servir de dépôt aux pêcheurs d'Étretat qui y conservent leurs poissons au frais, leurs coquillages et leurs crustacés (crabes, homards). Ils subsistent aujourd'hui à l'état de vestiges. 
Au-dessus, à côté de l'arche, on remarque un énorme trou noir dans la falaise : selon la légende locale, le « trou à l'homme » tiendrait son nom d'un marin suédois, seul survivant du naufrage en 1792 de son navire dû à une violente tempête qui y aurait passé près de vingt-quatre heures. Il aurait été projeté par une lame dans cette cavité, assurant du même coup sa survie. Le « trou à l'homme » auquel on accède par une échelle de fer est un conduit karstique toujours hors-d'eau au moment des marées et nombre de personnes s'y laissent enfermer, nécessitant l'intervention des pompiers ou une attente de près de six heures jusqu'à la marée basse. En 1922, le maire d'Étretat Henri Sarrazin-Levassor fait percer le conduit pour en faire un tunnel qui facilite l'accès à la plage de Jambourg par la plage d'Étretat et évite le long détour par la falaise d'Aval.

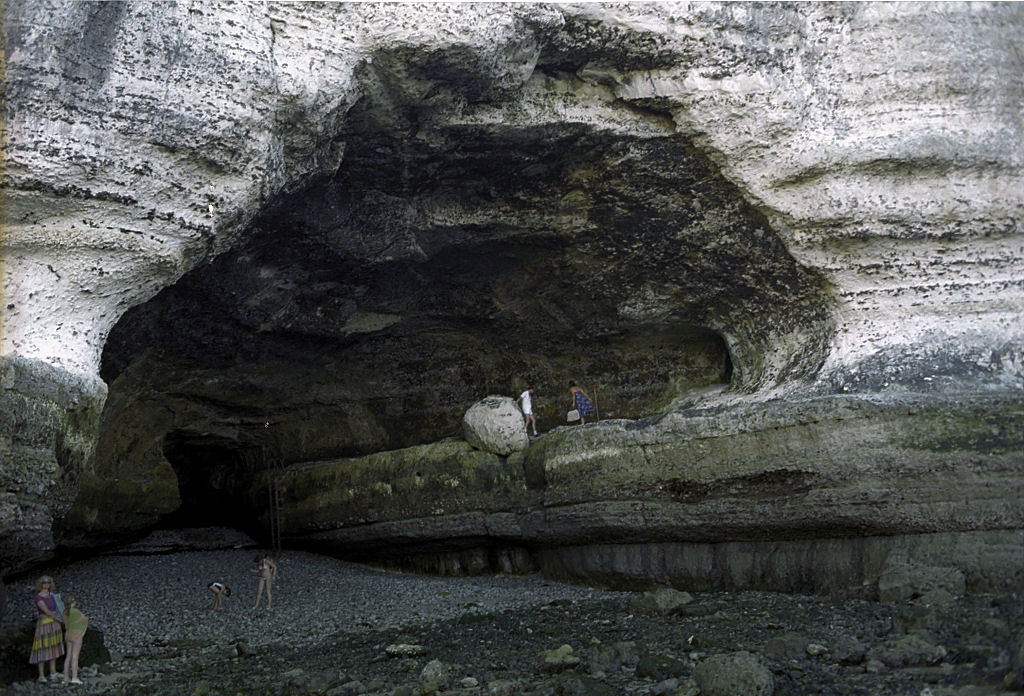
Entrée du Trou à l'Homme
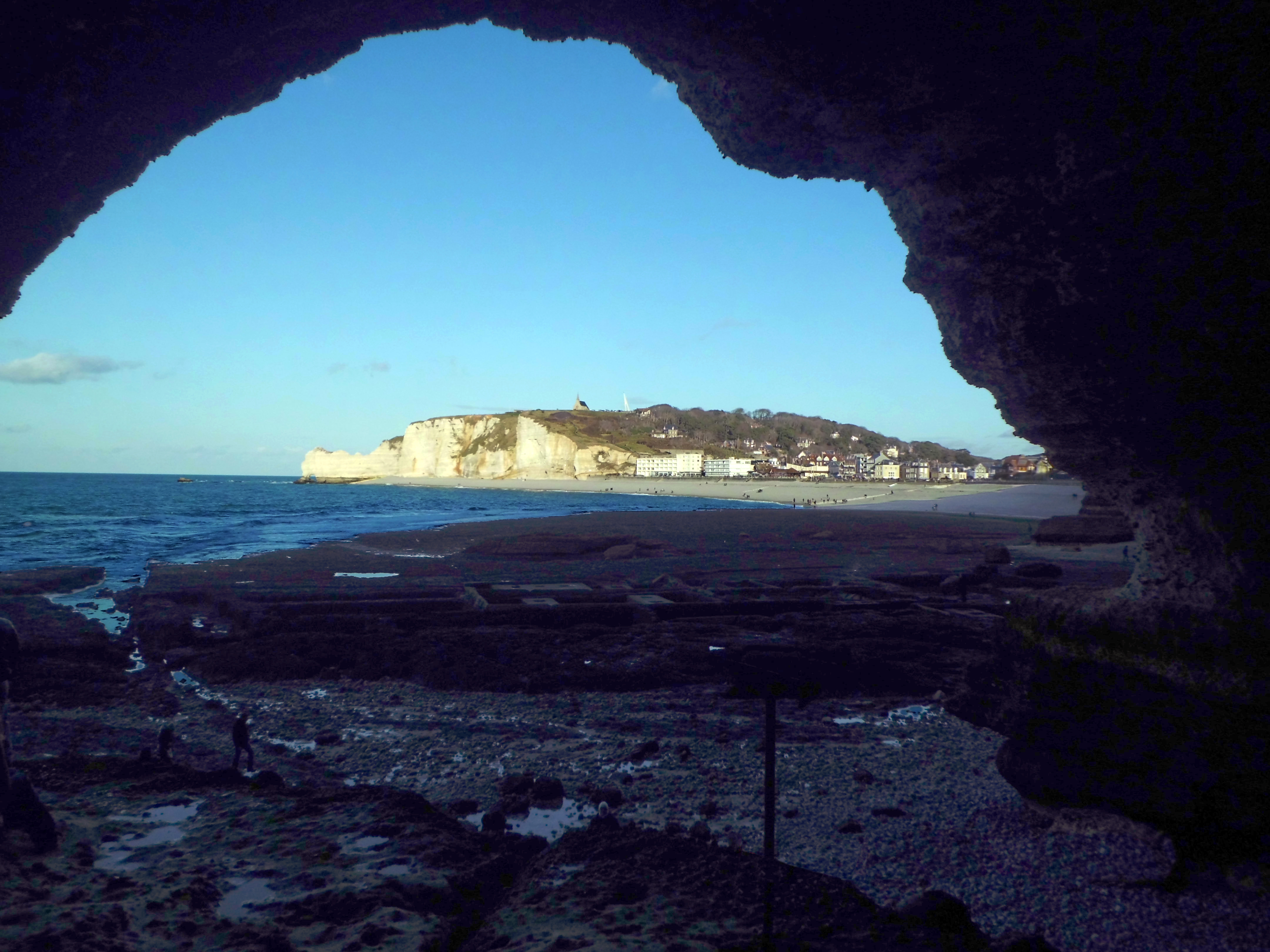
Vue de l'entrée du Trou à l'Homme
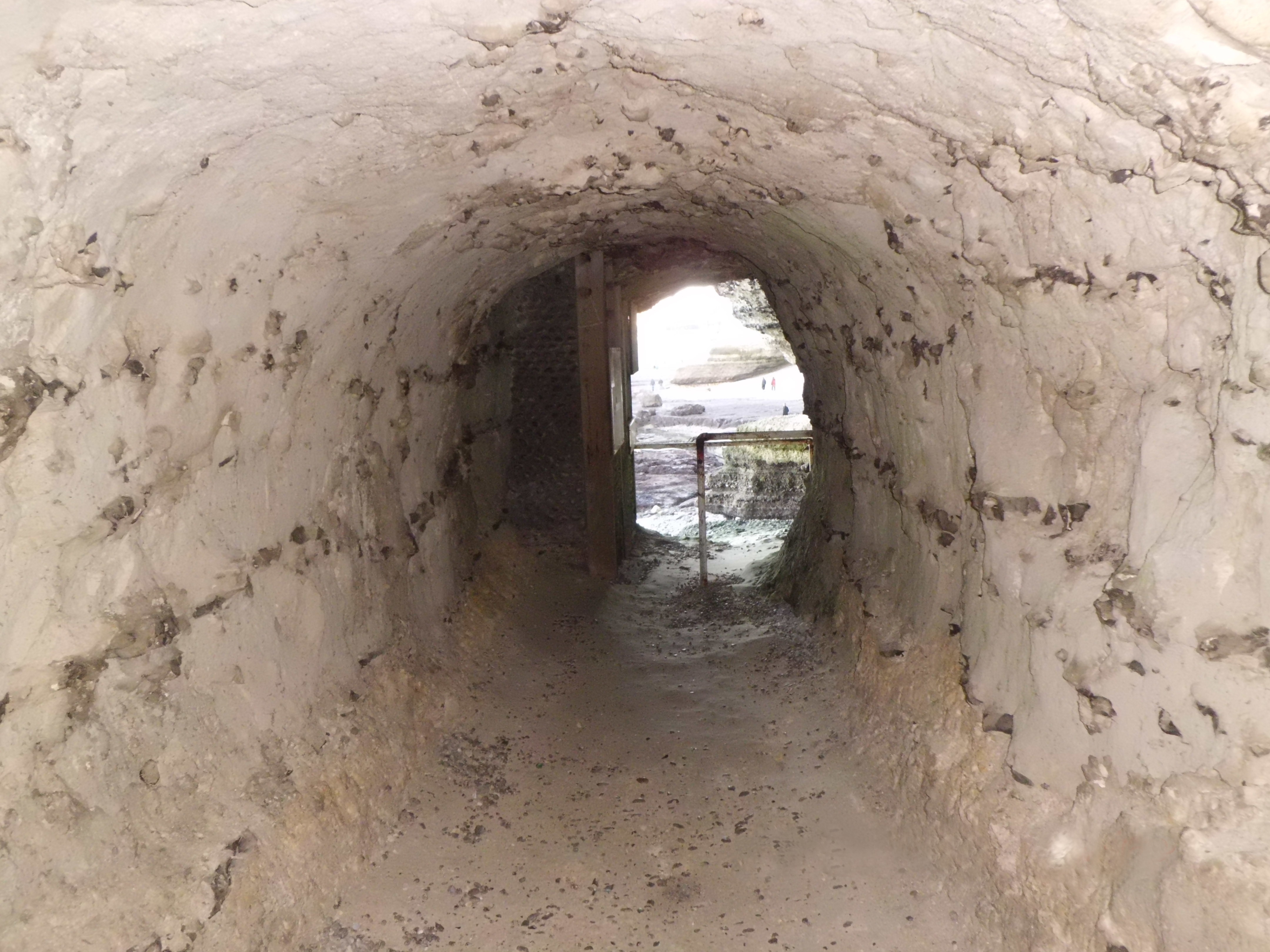
Intérieur du Trou à l'Homme

Le long tunnel sur lequel s'ouvre le « trou à l'homme » aboutit à la crique du Petit-Port au débouché de la valleuse de Jambourg, en fait une plage au pied de l'aiguille et encadrée par les deux grandes portes. On peut accéder au sommet de la falaise par un escalier directement au bout du Perrey, suivi d'un chemin bien aménagé, en pente et qui longe le terrain de golf ; à droite, on monte jusqu'au sommet. On jouit à la fois de la vue sur le village, sur l'aiguille et sur la Manneporte. On peut également pénétrer dans le petit refuge naturel surnommé « Chambre des Demoiselles », décrit par Maurice Leblanc dans L'Aiguille creuse. En 1927, l'écrivain veut laisser une empreinte tangible de cette légende et demande à un maçon de graver dans la roche les lettres D et F (qui signifieraient Demoiselles de Fréfossé) qui seraient des indices menant à un trésor appartenant aux rois de France caché dans l'aiguille creuse. 

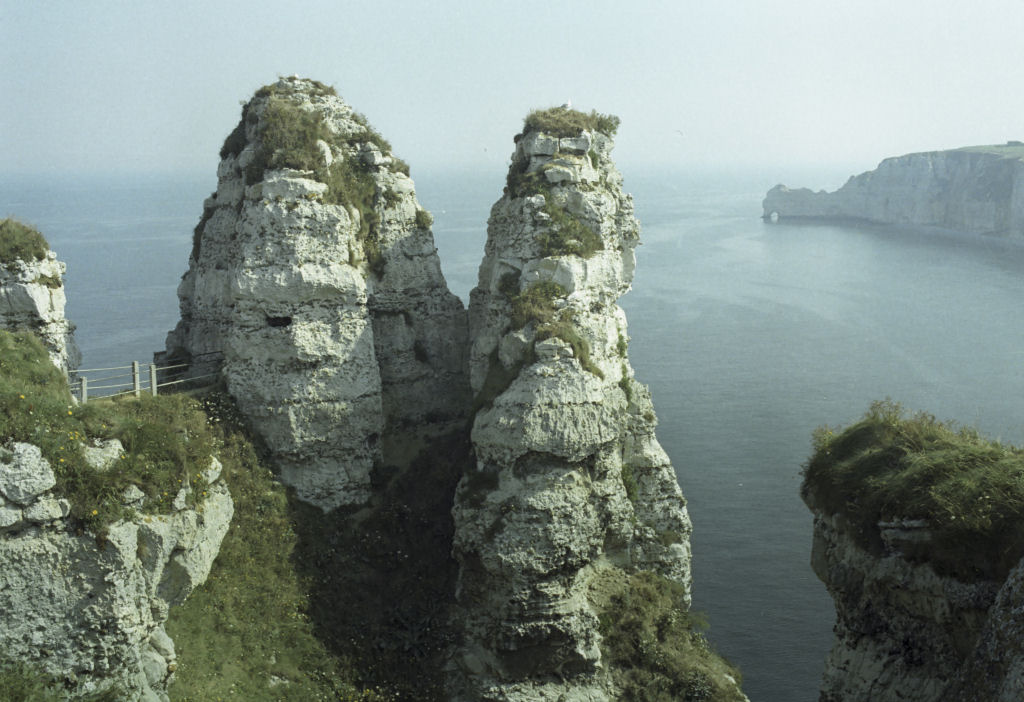
La Chambre des Demoiselles.
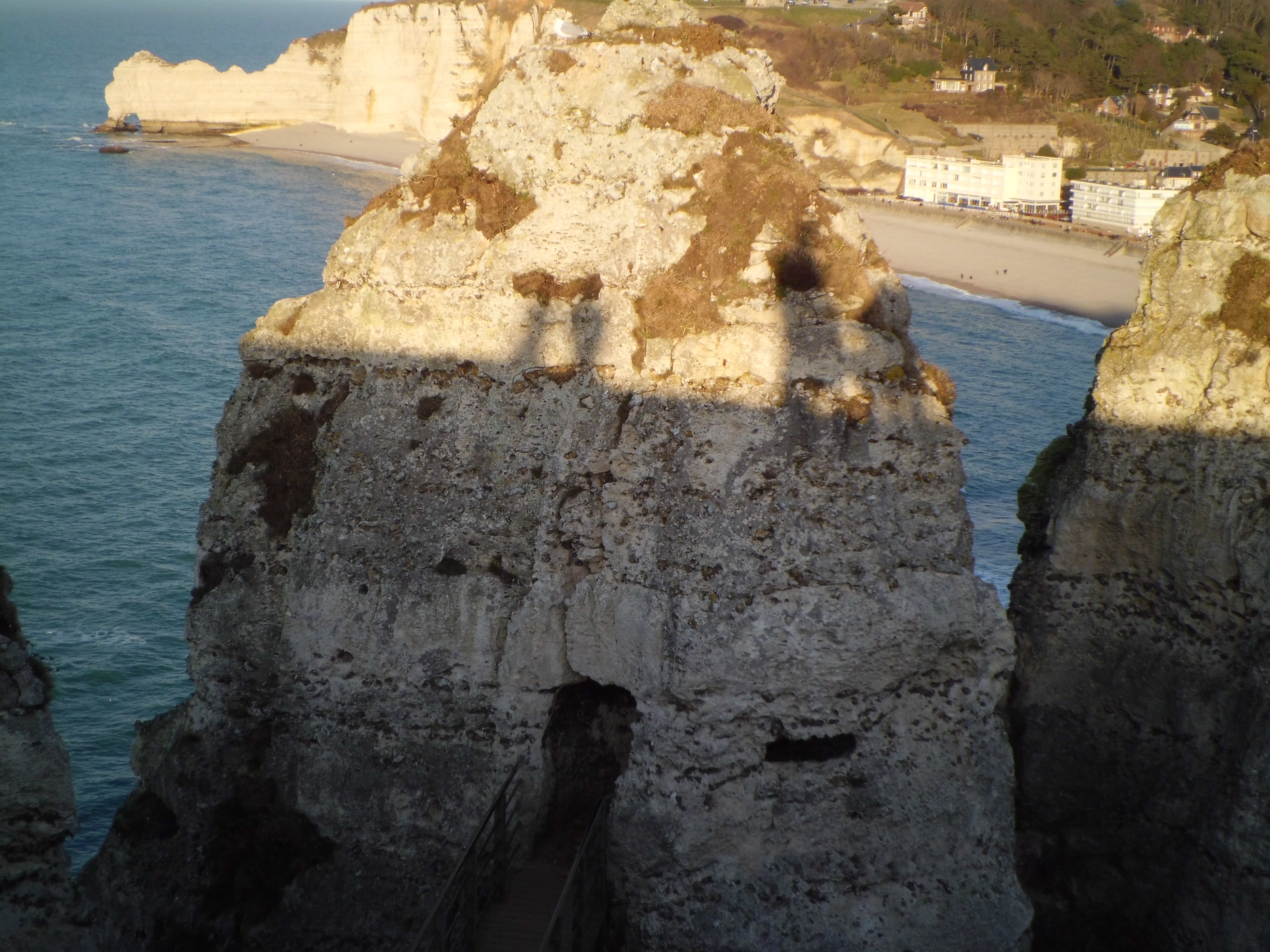
Entrée de la Chambre des Demoiselles.
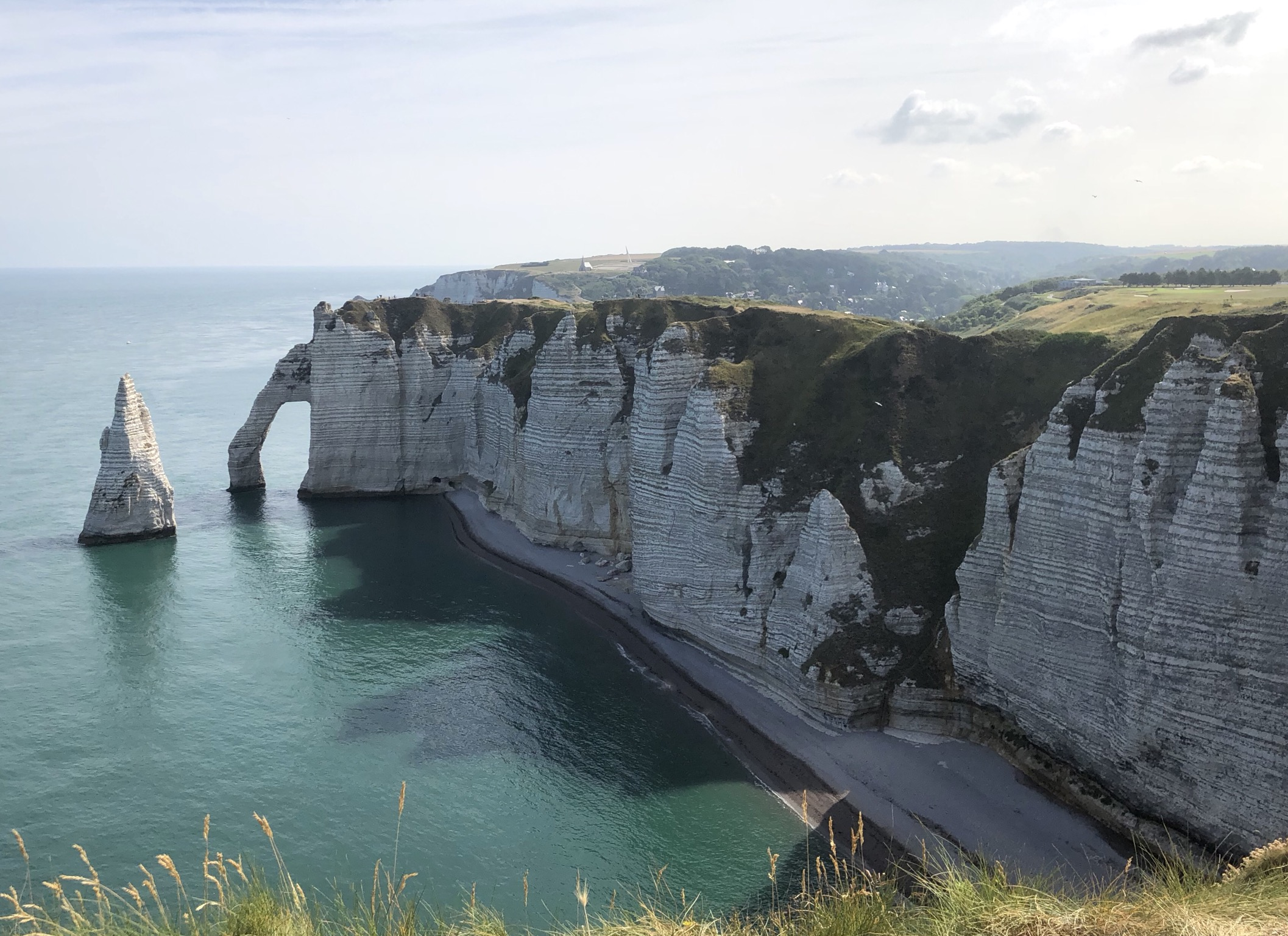
La valleuse de Jambourg permet d'observer un monticule à silex[Note 4].

## Falaise d’Amont
La porte d'Amont est la plus petite des trois portes. Dans une lettre du 6 novembre 1877 adressée à Flaubert puis dans son roman Une vie, Guy de Maupassant y voit, par paréidolie visuelle, une trompe d'éléphant plongée dans la mer. Au large de la falaise, des chicots rocheux pointent de l'eau. Ils témoignent de l'effondrement d'une arche dont seul un pilier (appelé jambage) a été préservé de l'érosion. Ce pilier a d'abord évolué en aiguille, puis en chicot lorsque seule sa base indurée a résisté à l'érosion. Le cap d'Amont est ainsi une pointe multiporte.

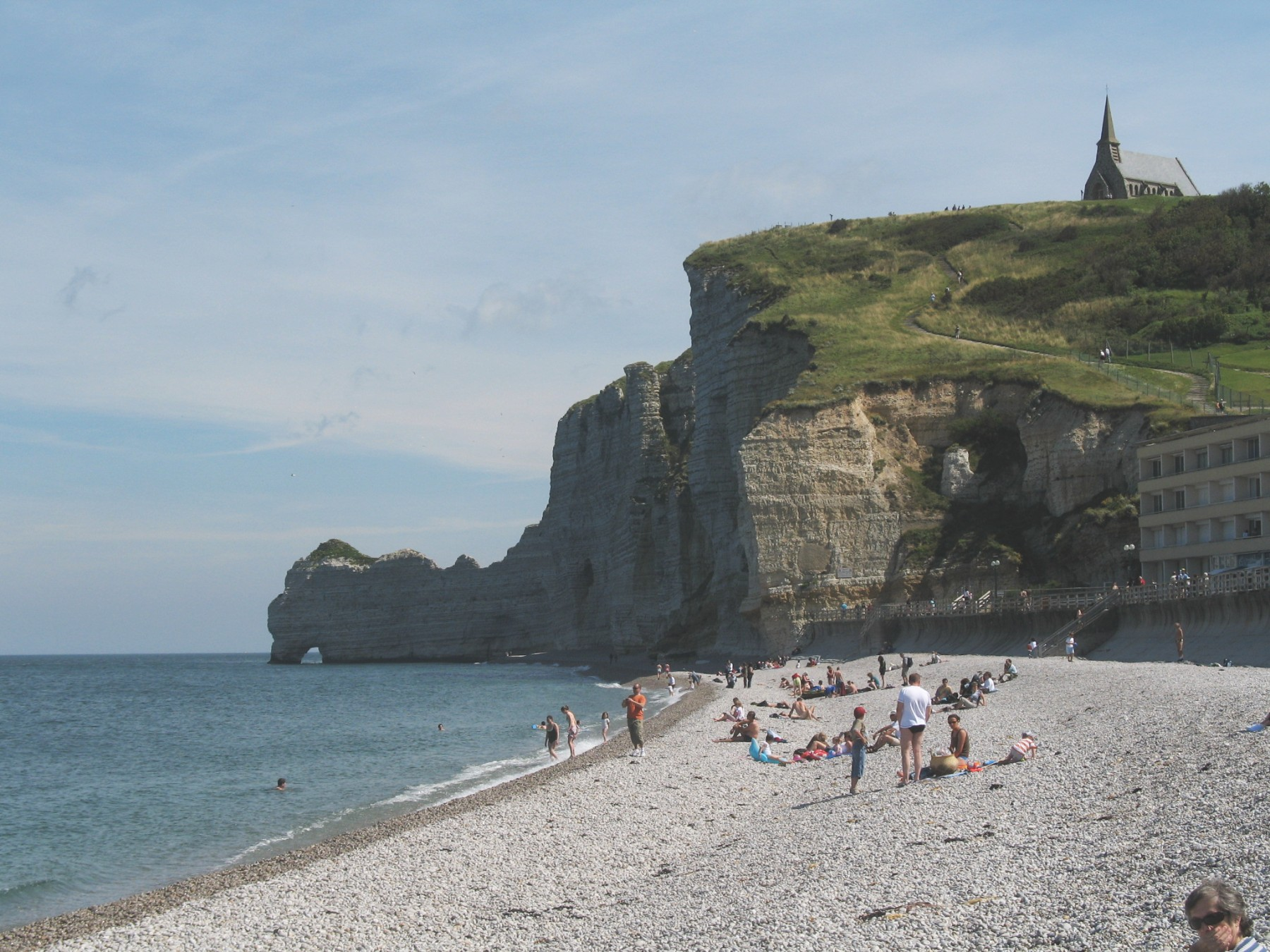
La falaise d'Amont le matin.
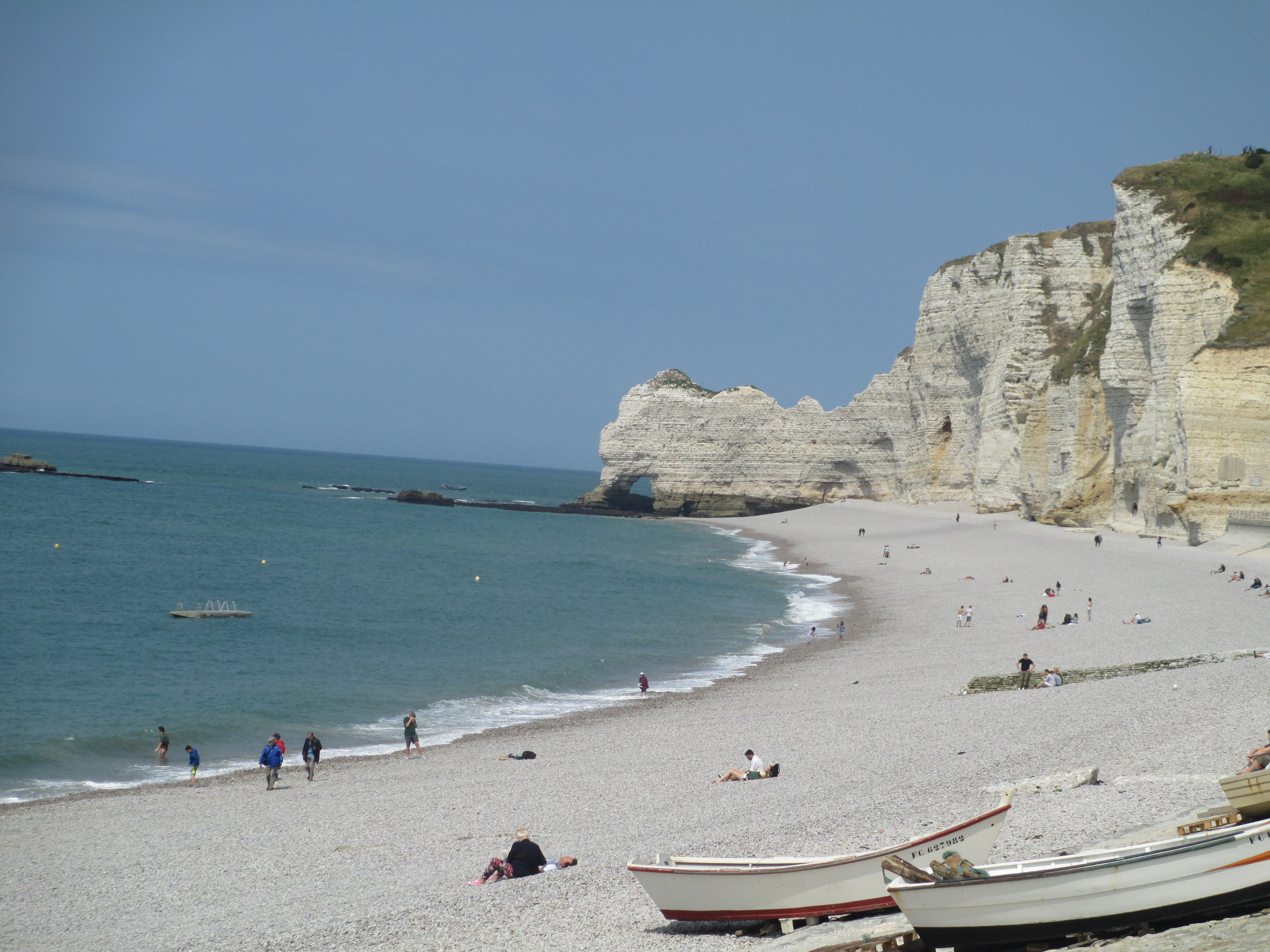
La falaise d'Amont et les chicots rocheux au large.
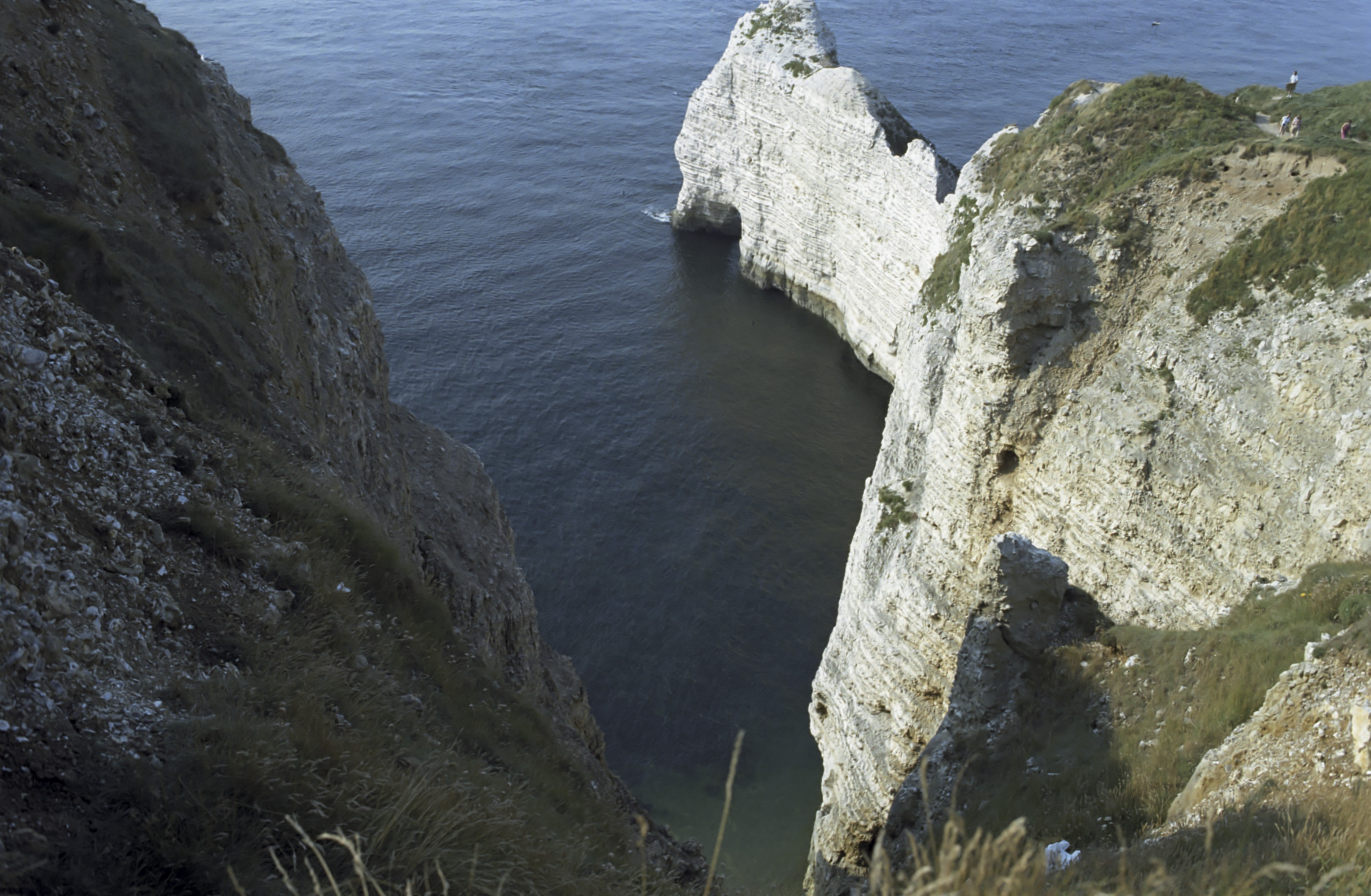
Porte d'Amont vu de haut.
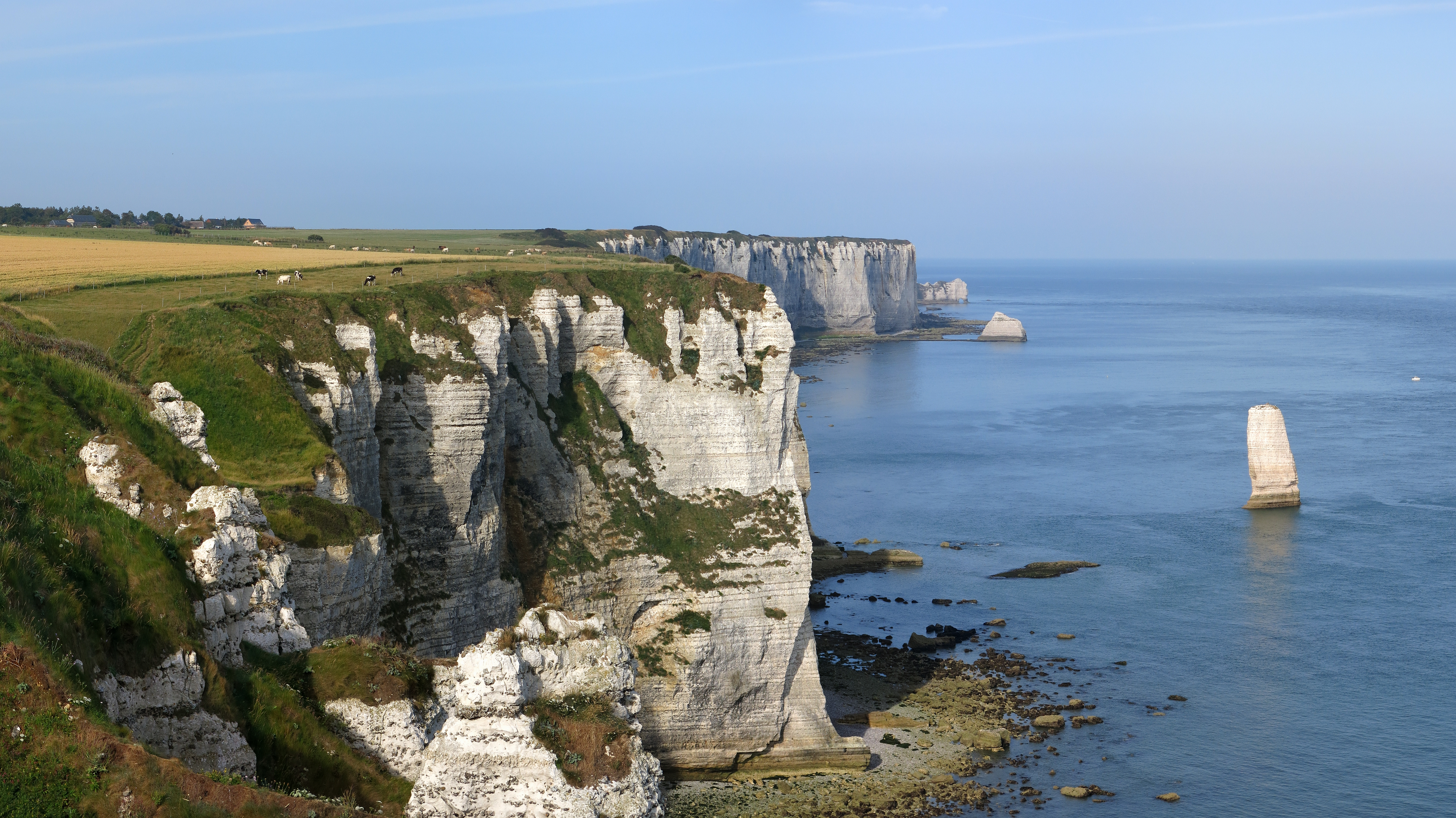
La porte d'Amont s'aligne sur le Roc Vaudieu (ancien refuge des guillemots) et sur l'aiguille de Belval, haute de 40 mètres (terme d'aiguille impropre car sa forme évoque un pinacle)[11].
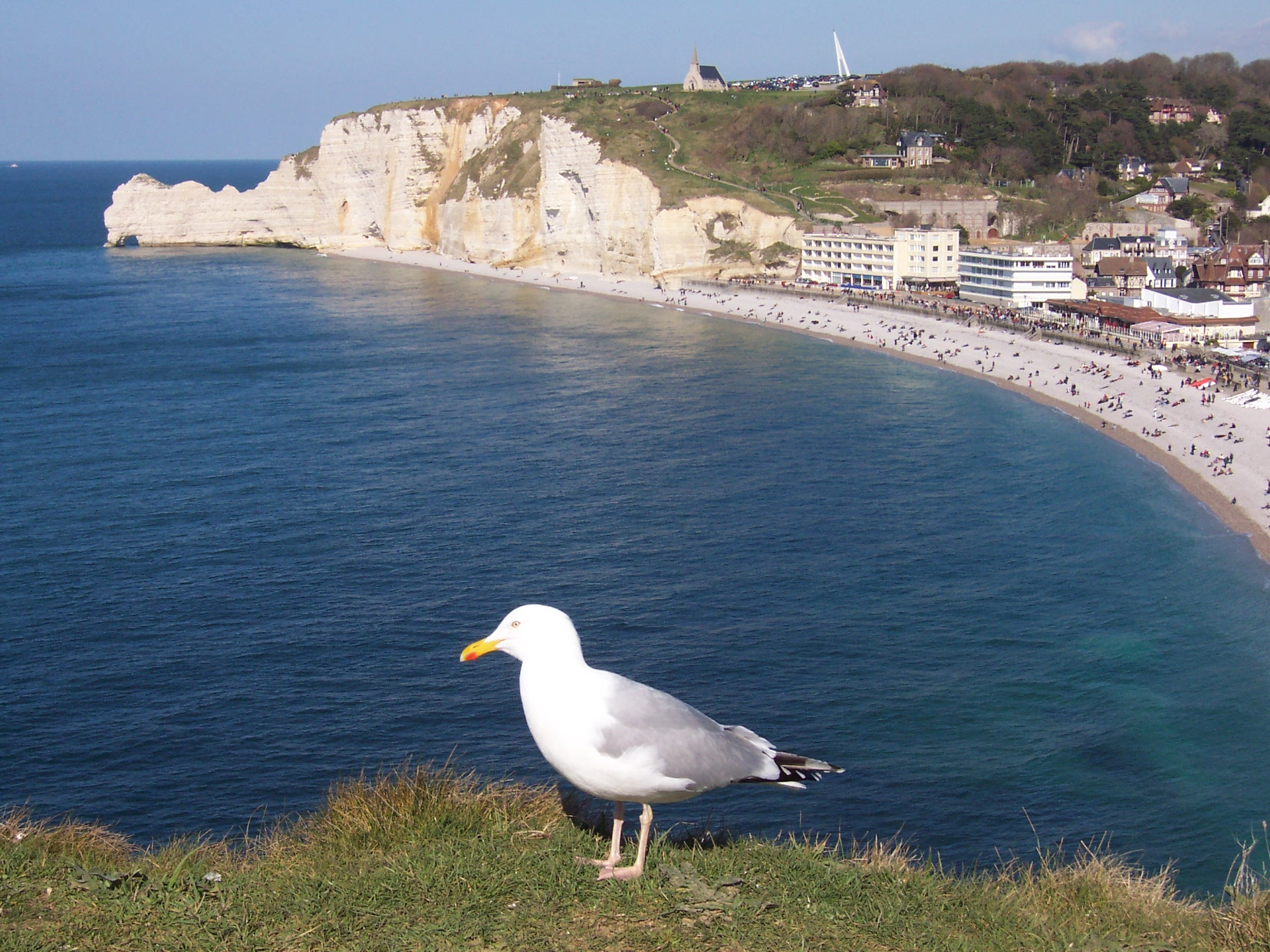
Mauve (goëland) sur fond d'Étretat, de sa plage, de la falaise Amont et de son chapelle.
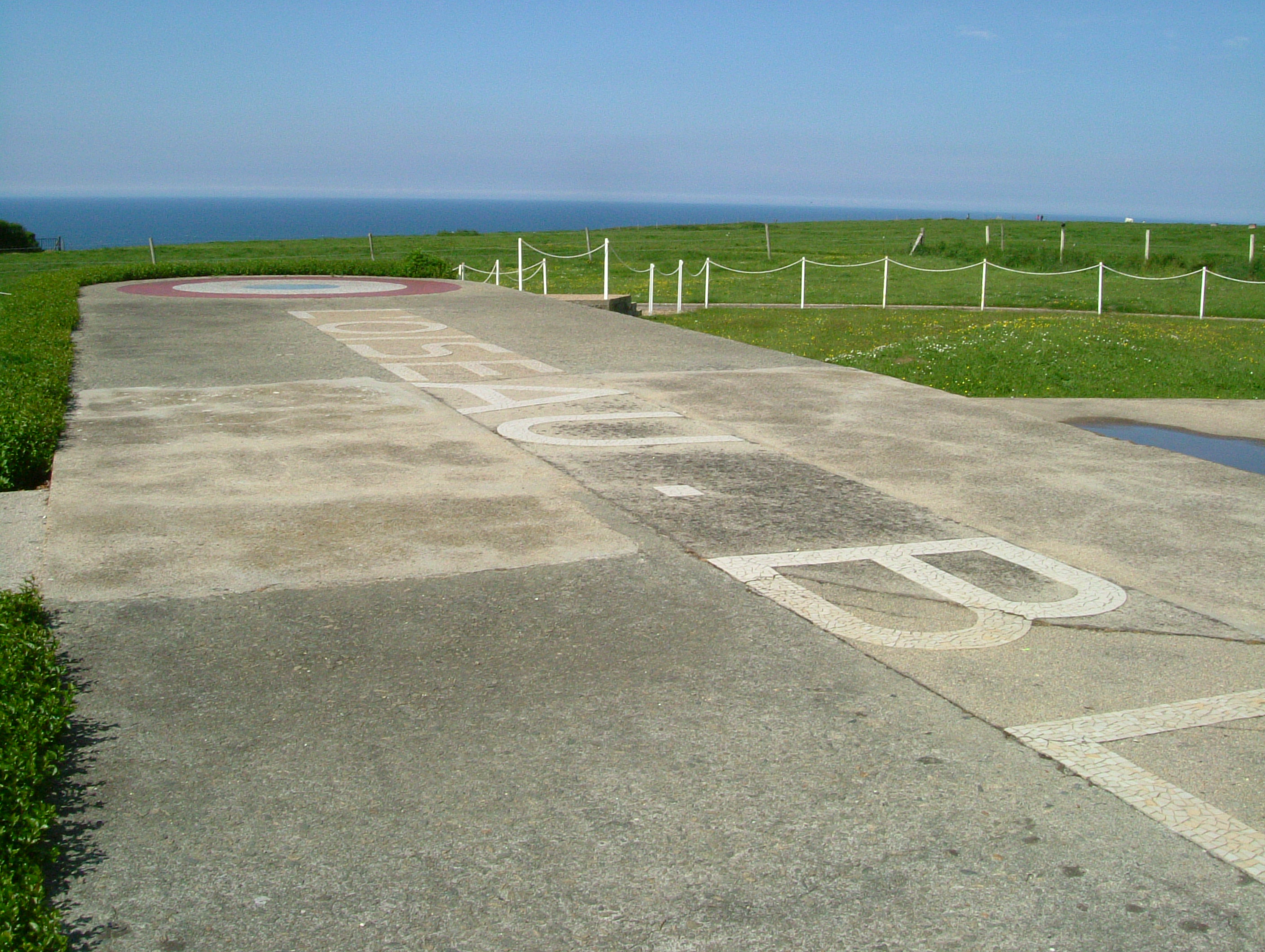
Le monument à Nungesser et Coli, dernier lieu où a été vu leur avion L'Oiseau blanc.
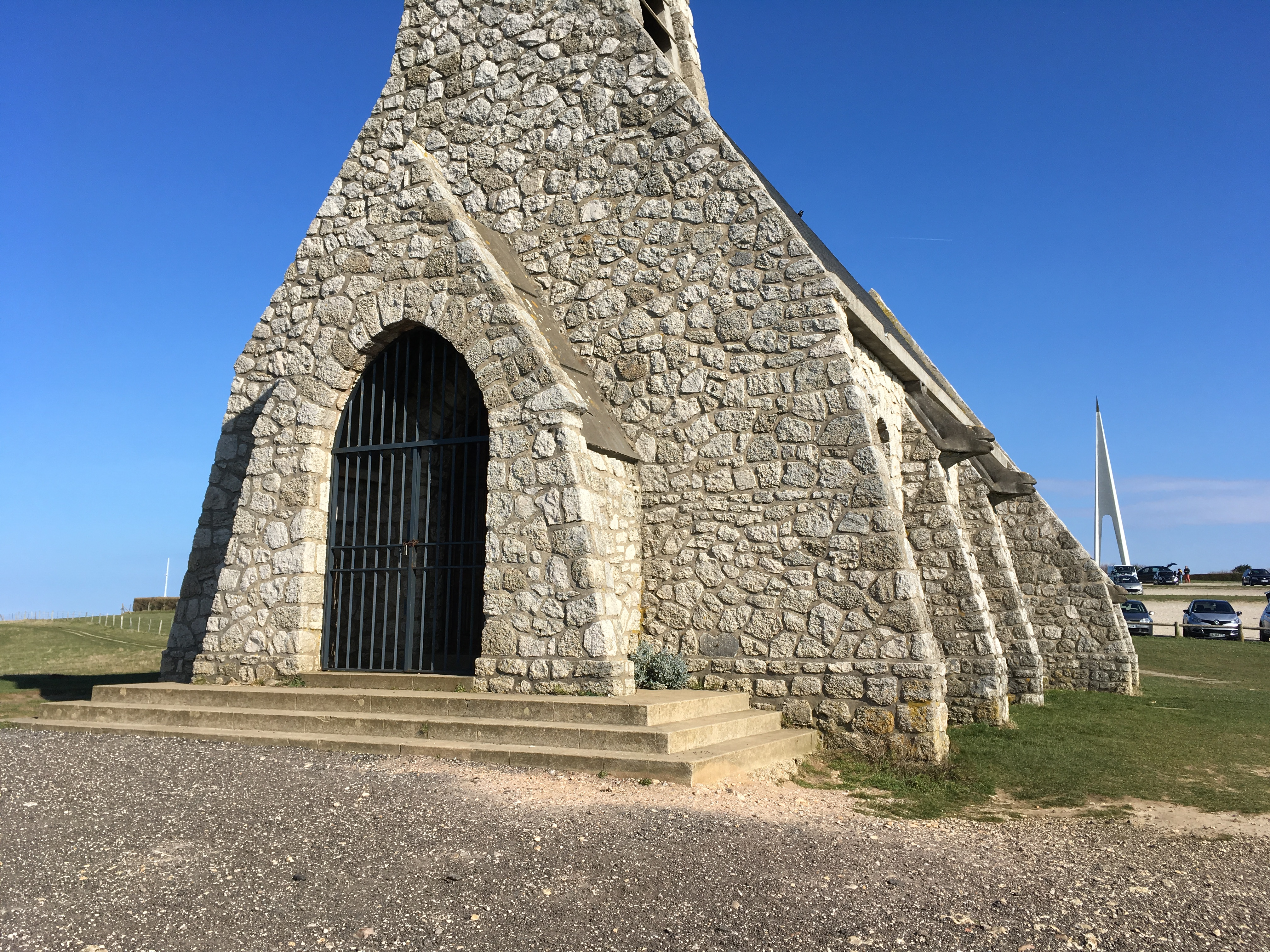
Chapelle Notre-Dame-de-la-Gardde
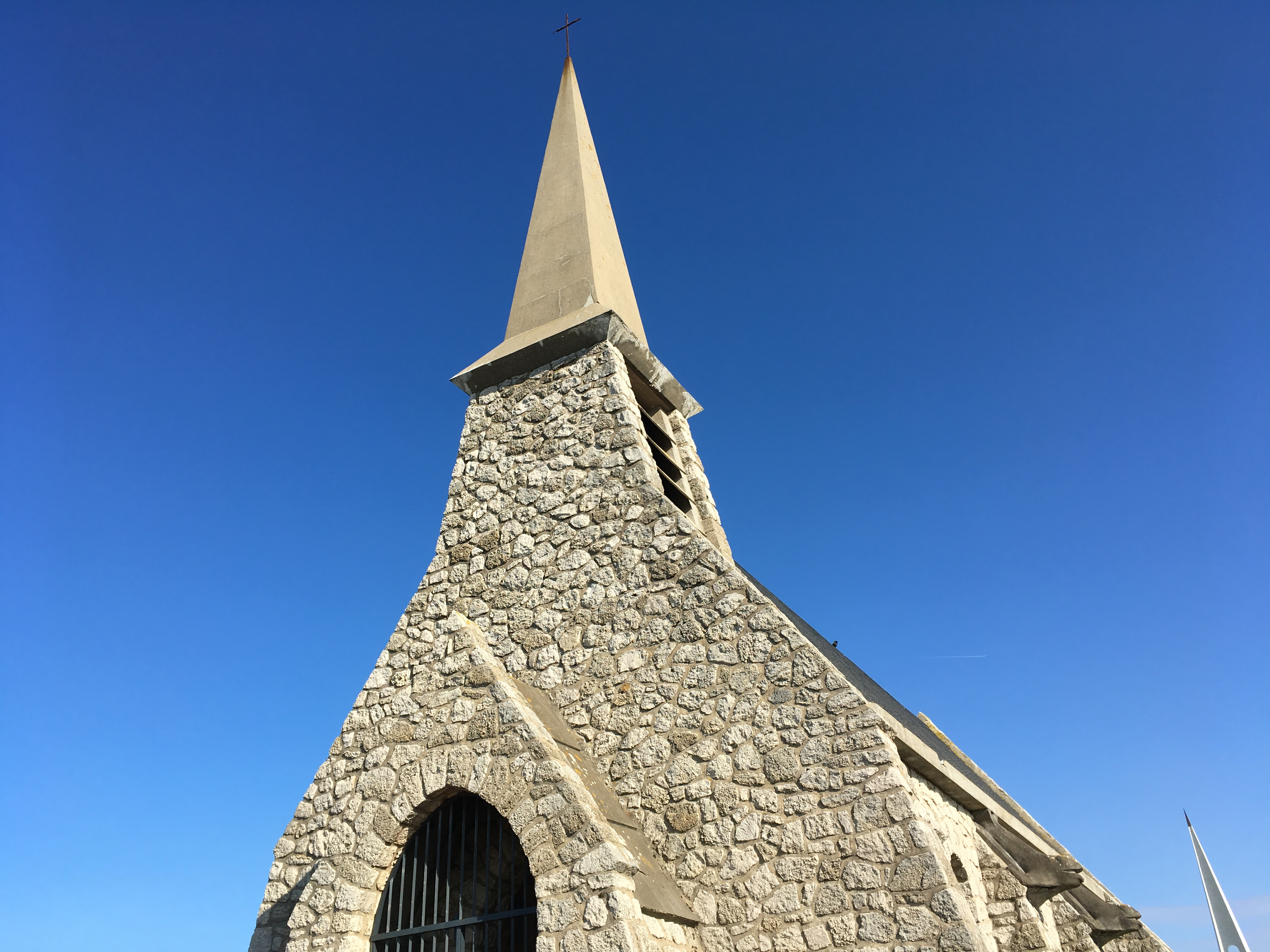
Pointe de la chapelle Notre-Dame-de-la-Garde

On peut accéder à la falaise accessible via une route ou un escalier de 263 marches derrière l'hôtel des Roches Blanches.
Au sommet de la falaise se dresse la silhouette de pierre de la chapelle Notre-Dame-de-la-Garde, protectrice des pêcheurs. L'édifice actuel succède à une chapelle du XIXe siècle en briques et en pierres de style néo-gothique. Elle a été détruite par l'occupant pendant la Seconde Guerre mondiale. Puis, on arrive au pied du monument et du musée réalisés par l'architecte Gaston Delaune et dédiés à Charles Nungesser et François Coli, deux pilotes qui tentèrent de rallier New York en 1927 et qui furent aperçus pour la dernière fois à cet endroit, après avoir décollé du Bourget à bord de l'Oiseau blanc ; les vestiges du monument initial, détruit par les Allemands en 1942, sont visibles à proximité.

## Plage et front de mer
Encerclée par ses falaises, la plage est relativement protégée des vents dominants. Elle est constituée de galets. L'amplitude de la marée ne se fait pas trop sentir à cet endroit. Très fréquentée l'été, elle prend un air de fête, pour retrouver son aspect sauvage et grandiose hors saison. La présence exclusive de galets rend assez malaisée la promenade sur la plage. Cependant, ces « cailloux » sont un rempart naturel nécessaire à la protection du littoral. En effet, ils y contribuent en jouant le rôle d'un « amortisseur à vagues », tout comme le ferait un empierrement artificiel. Pour cette raison, la collecte des galets sur la plage est interdite, d'autant plus qu'ils ont tendance à être déplacés vers le large et vers le nord par les courants marins. Jadis, on pouvait voir des chevaux sur le rivage, auxquels étaient fixés des paniers qui servaient à contenir les pierres ramassées. Ces galets, après triage et calibrage, étaient ensuite revendus, notamment aux entreprises fabriquant de la porcelaine, de la faïence ou du verre, qui utilisent la silice composant en partie certains cailloux ou encore aux industries qui se servaient de sa dureté pour écraser d'autres matériaux.
La plage est séparée du village par une longue digue-promenade que l'on nomme le perrey ou perré, terme dialectal signifiant l'« empierré » et qui ne s'appliquait jadis qu'à la partie servant de lieu d'échouage aux bateaux. Cette digue est absolument nécessaire pour protéger la ville des tempêtes, surtout au moment des grandes marées d'équinoxe.
L'ancien front de mer, dont le casino « art nouveau », a été détruit pendant la Seconde Guerre mondiale par l'occupant allemand pour la défense du littoral et améliorer sa visibilité. Au pied de la falaise d'aval subsistent des bunkers du mur de l'Atlantique.
Toujours vers la porte d'Aval, les « Caloges », terme dialectal signifiant « cabane », sont d'anciens bateaux convertis par les pêcheurs en abris et en locaux pour entreposer le matériel utile à leur activité. Ils sont recouverts d'une toiture en chaume.

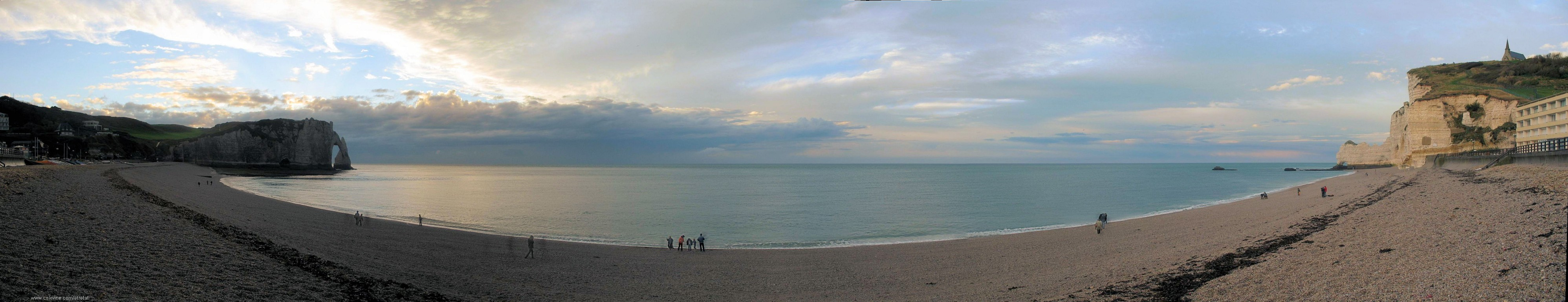
Vue panoramique
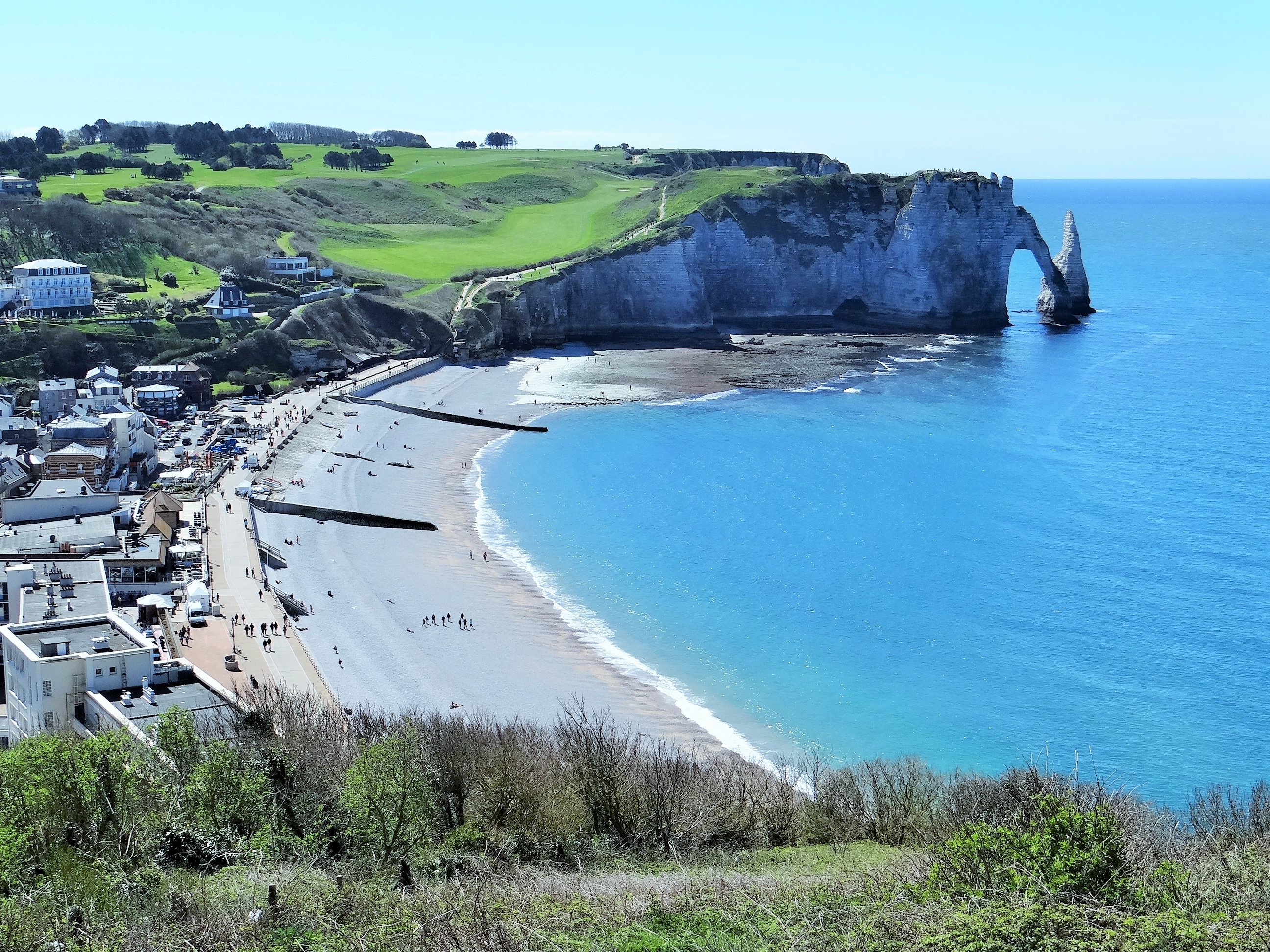
La plage et les falaises

## Classement et protection
Les espaces les plus remarquables du site font l'objet de protections réglementaires (sites classés et inscrits, zones Natura 2000 et espaces naturels sensibles qui sont la propriété du Conservatoire du Littoral au titre de la protection de sa biodiversité).
Le syndicat mixte "Grand site Falaises d'Étretat-Côte d'Albâtre" qui regroupe treize communes dont Étretat, coordonne la démarche grand site de France engagée depuis 2012, ce programme de labellisation « répondant aux enjeux de protection des paysages, de maintien de la qualité de vie des habitants, d’organisation des déplacements et d’immersion des visiteurs au cœur de l’esprit des lieux ». Dans le cadre de cette démarche, la commune, avec le soutien de différents acteurs comme le Département, le conservatoire du littoral et le syndicat mixte, élabore un projet de renaturation du site (cheminement piétons, recul de la voiture et aménagements liés) afin de permettre la restauration écologique du milieu.

## Problématique de l'éclairage des falaises

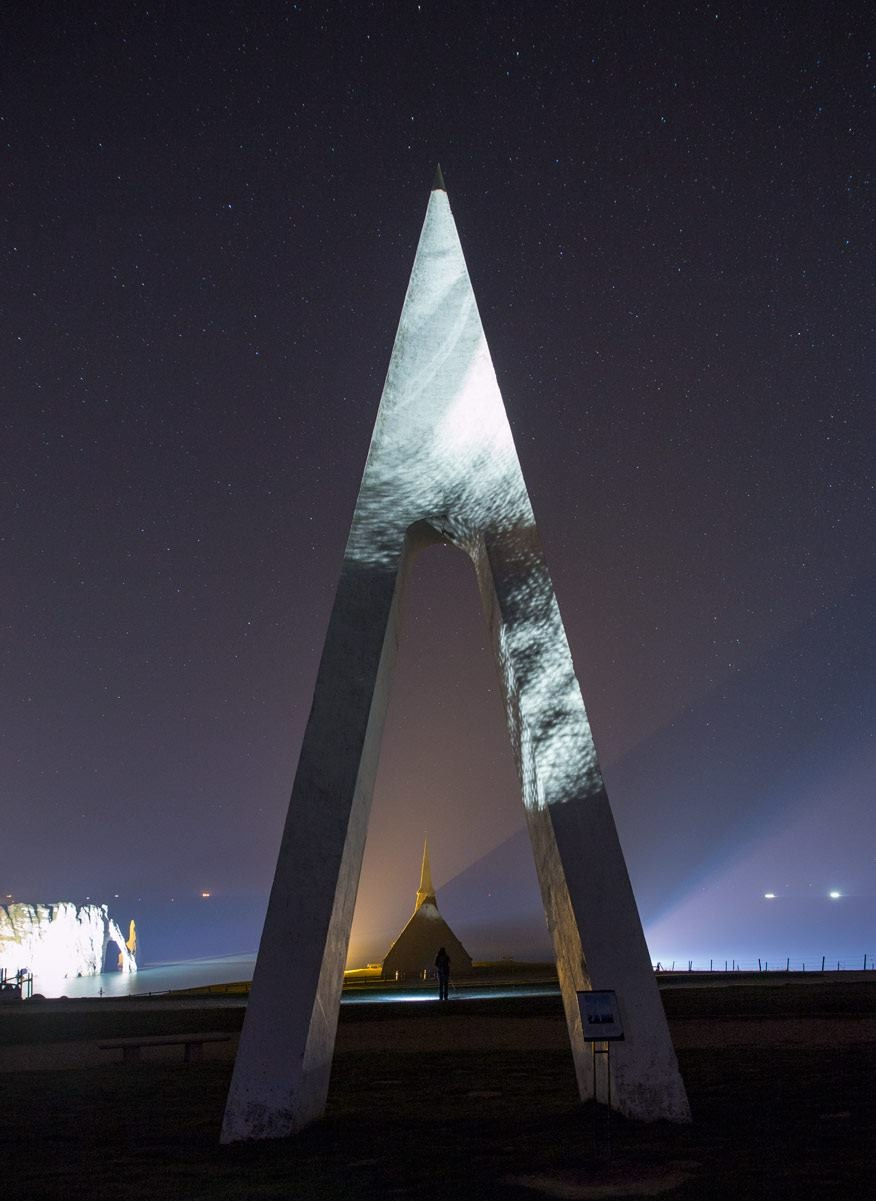
Éclairage des falaises et monuments.

Les falaises sont puissamment éclairées du coucher du Soleil jusqu'à minuit, toute l'année, laissant dans le ciel une empreinte lumineuse très importante. Outre la consommation électrique et le coût de sa maintenance, cet éclairage remet en cause l'habitat de nombreux oiseaux qui nichent dans les falaises et marque de son empreinte le ciel nocturne de toute la région.